# Список феміністок та феміністів

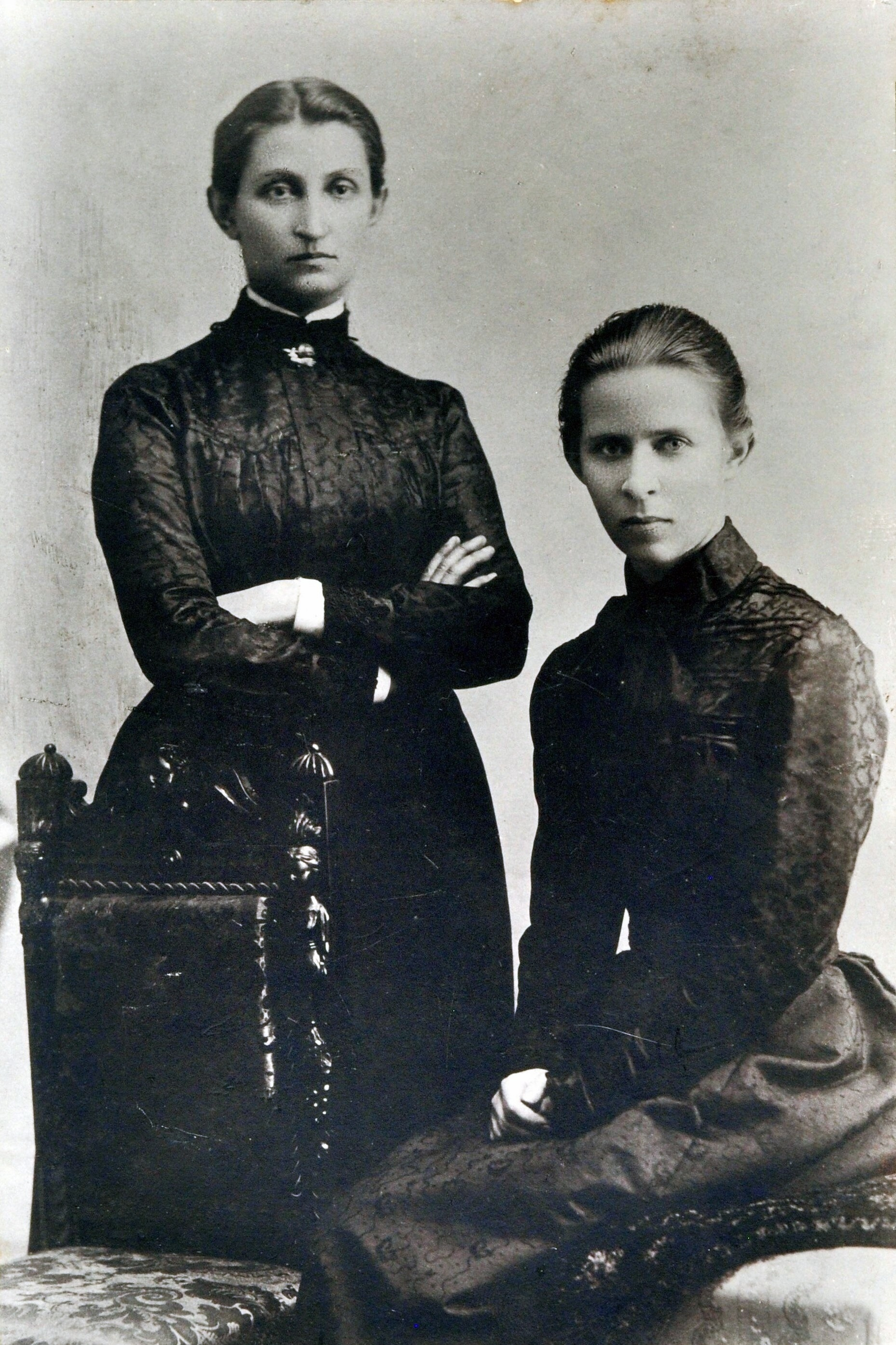
Українські письменниці-феміністки Ольга Кобилянська та Леся Українка. 1901 рік

Це неповний хронологічний список важливих діячок та діячів феміністичного руху протягом його історичного розвитку. Він може включати, наприклад, більш ранніх авторок(-ів), які не ідентифікують себе з фемінізмом, але сприяли поширенню чи розвитку (про-)феміністської свідомости опором утиску жінок, домінуванню чоловіків, сексизму та гендерній нерівності, що їх вони висловлювали чи висловлювали у своїх творах та діяльності. Зорієнтуватись у періодизації та течіях фемінізму, покладених в основу даного списку, допоможуть статті Історія фемінізму та Феміністські рухи та ідеології. Див. також:
- Список феміністської літератури, Список феміністських поетес
- Список екофеміністських авторок, Список феміністських мистецтвознавиць
- Категорія:Феміністки за хвилею фемінізму, Категорія:Феміністки за течією фемінізму, Категорія:Феміністки за країною

## Протофеміністки(до 1500р. н.)
Народжені до 1500 року:
| Ім'я                    | Портрет | Країна    | Нар.      | Пом.   | Діяльність та внесок | Дж.         |
| ----------------------- | ------- | --------- | --------- | ------ | --- | ----------- |
| Єлена Анжуйська         |         | Сербія    | 1236      | 1314   | Королева Сербії, інтелектуалка, релігійна діячка та феміністка. Одна з найосвіченіших людей свого часу, значно впливала на політику. Заснувала першу на Балканах школу для дівчат, після якої знаходила вихованкам чоловіків та давала за кожною великий посаг. Створила лікарню у Барі, зводила монастирі, роздавала милостиню на регулярній основі. Перша жінка, канонізована Сербською православною церквою. | [ 1 ] [ 2 ] |
| Єфимія                  |         | Сербія    | 1349      | 1405   | політична діячка, дипломатка, абатиса. Перша поетеса Сербії, вишивальниця ліричних творів золотом на теми материнської скорботи за втраченим немовлям, втрати коханої людини, поєднаних з утратами національними. | [ 3 ]       |
| Христина Пізанська      |         | Італія    | 1365      | 1430   | Середньовічна письменниця, філософ та полемістка, авторка утопічної трилогії «Книга про Град Жіночий», що полемізувала сексистські стереотипи сучасників і описувала перспективи вільного життя та професійної реалізації жінок |             |
| Balaram Das             |         | Індія     | 15-те ст. | невід. | Поетка мовою орія; піонерка фемінізму в Індії | [ 4 ]       |
| Лаура Церета            |         | Італія    | 1469      | 1499   | Гуманістична письменниця та лекторка, першою зробила проблеми жінок та жіночу дружбу центральною темою творчості. Захищала жіночу освіту, засуджувала домашнє насильство, досліджувала історію жінок Європи, свідчила життя сучасниць. Концептуалізувала партнерський шлюб як взаємоповагу, чесність і любов.                                                                                                   | [ 5 ]       |
| Марі Дентір             |         | Швейцарія | 1495      | 1561   | Реформаторка кальвіністського протестантизму, теологиня, абатиса. Закликала жінок до теології та духовенства. Epistre tres utile, «Дуже корисний лист» Маргариті Наваррській (1539) агітував за більшу роль жінок у церкві, викликав скандал і заборону Женевою публікувати жінок до кінці 16 ст. |             |
| Агріппа Неттесгаймський |         | Німеччина | 1486      | 1535   | Профемініст, автор Declamatio de nobilitate et praecellentia foeminei sexus про теологічну та моральну вищість жінок | [ 6 ]       |

## XVIст. (1500—1599р. н.)
Народжені з 1486 по 1599 рік.
| Ім'я               | Портрет | Країна          | Нар.      | Пом.   | Діяльність та внесок | Дж.    |
| ------------------ | ------- | --------------- | --------- | ------ | --- | ------ |
| Джейн Енгер        |         | Велика Британія | 1589      | 1589   | Протофеміністська письменниця, авторка Jane Anger her Protection for Women                                                | [ 7 ]  |
| Марі де Гурне,     |         | Франція         | 1565      | 1645   | Протофеміністська письменниця, авторка Egalité des hommes et des femmes (Рівність жінок та чоловіків)                     | [ 8 ]  |
| Ідзумо-но Окуні    |         | Японія          | 1571      | невід. | Творчиня театру кабукі | [ 9 ]  |
| Модерата Фонте     |         | Італія          | 1501–1600 | 1593   | Протофеміністська письменниця, авторка The Worth of Women                                                                 | [ 10 ] |
| Лукреція Марінелла |         | Італія          | 1571      | 1653   | Поетка, письменниця, захисниця прав жінок. Авторка The Nobility and Excellence of Women and the Defects and Vices of Men. |        |

## XVIIст. (1600—1699р. н.)
Народжені між 1601 та 1700 роками.
| Ім'я                      | Портрет | Країна          | Нар. | Пом. | Діяльність та внесок                                                            | Дж.    |
| ------------------------- | ------- | --------------- | ---- | ---- | ------------------------------------------------------------------------------- | ------ |
| Афра Бен                  |         | Велика Британія | 1640 | 1689 | Письменниця та протофеміністка                                                  | [ 11 ] |
| Анна Бредстріт            |         | Велика Британія | 1612 | 1672 | Північно-американська колоніальна поетка                                        | [ 12 ] |
| Софія Елізабет Бреннер    |         | Швеція          | 1659 | 1724 | Письменниця та активістка з права жінок                                         | [ 13 ] |
| Хуана Інес де ла Крус     |         | Мексика         | 1648 | 1695 | Монахиня-єронімітка, дослідниця та поетка                                       | [ 14 ] |
| Франсуа Пуллен де ла Барр |         | Франція         | 1647 | 1725 | Профеміністичний філософ                                                        |        |
| Мері Естел                |         | Велика Британія | 1666 | 1731 | Письменниця та ораторка за право жінок на освіту, «перша англійська феміністка» |        |

## XVIIIст. (1700—1799р. н.)
Народжені між 1701 та 1800 роками.
| Ім'я                            | Портрет | Країна          | Н.   | П.   | Фем-період | Діяльність та внесок                                                                                             | Д.     |
| ------------------------------- | ------- | --------------- | ---- | ---- | ---------- | --- | ------ |
| Ебігейль Адамс                  |         | США             | 1744 | 1818 |            | Дружина Джона Адамса, мати Джона Квінсі Адамса                                                                   |        |
| Катаріна Альгрен                |         | Швеція          | 1734 | 1800 |            | Видавчиня та письменниця                                                                                         | [ 15 ] |
| Аннестін Беєр                   |         | Данія           | 1795 | 1884 |            | Піонерка жіночої освіти                                                                                          | [ 16 ] |
| Елеанор Батлер (Eleanor Butler) |         | Велика Британія | 1739 | 1829 |            | Одна з Леді Лланголлена                                                                                          | [ 17 ] |
| Ніколя де Кондорсе              |         | Франція         | 1743 | 1794 |            | |        |
| Теруань де Мерікур              |         | Франція         | 1762 | 1817 |            | Співачка, ораторка, революціонерка, учасниця взяття Бастилії, лідерка «походу жінок за хлібом»                   |        |
| Доротея Еркслебен               |         | Німеччина       | 1715 | 1762 |            | Філософ німецького Просвітництва, перша німецька жінка-доктор медицини                                           |        |
| Шарль Фур'є                     |         | Франція         | 1772 | 1837 |            | Соціалістичний профемініст, філософ, приписується введення слова «féministe»                                     |        |
| Джейн Гомельдон                 |         | Велика Британія | 1720 | 1779 |            | Письменниця; перша використала пресу для здобуття влади через інформаційну прозорість                            | [ 18 ] |
| Олімпія де Гуж                  |         | Франція         | 1748 | 1793 |            | Драматург та політична активістка, написала Декларацію прав жінки і громадянки                                   |        |
| Сара Мур Грімке                 |         | США             | 1792 | 1873 | 1 хвиля    | Суфражистка, письменниця, аболіціоністка                                                                         |        |
| Френсіс Гатчесон                |         | Ірландія        | 1694 | 1746 |            | Шотландсько-ірландський філософ, засновник Scottish Enlightenment                                                |        |
| Крістіан Ізобель Джонстон       |         | Велика Британія | 1781 | 1857 |            | Журналістка, письменниця (псевд. Margaret Dods), рання феміністка                                                |        |
| Енн Найт                        |         | Велика Британія | 1786 | 1862 |            | Соціальна реформістка, піонерка фемінізму                                                                        |        |
| Анна Марія Леннґрен             |         | Швеція          | 1754 | 1817 |            | Письменниця, поетка, салоністка; можливо феміністка                                                              |        |
| Франсіско де Міранда            |         | Венесуела       | 1750 | 1816 |            | Публікував пристрасні аргументи за освіту для жінок                                                              | [ 19 ] |
| Лукреція Мотт                   |         | США             | 1793 | 1880 |            | Аболіціоністка та борчиня за права жінок                                                                         | [ 20 ] |
| Сара Понсонбі (Sarah Ponsonby)  |         | Велика Британія | 1755 | 1831 |            | Одна з Леді Лланголлена                                                                                          |        |
| Мадлен де Пюізьє                |         | Франція         | 1720 | 1798 |            | Письменниця, авторка La Femme n'est pas inférieure à l'homme                                                     |        |
| Мері Шеллі                      |         | Велика Британія | 1797 | 1851 |            | Романістка, есеїстка, біографиня, ріння піонерка фемінізму. Донька Мері Волстонкрафт                             |        |
| Томас Турільд                   |         | Швеція          | 1759 | 1808 |            | Профемініст, поет                                                                                                | [ 21 ] |
| Сожурне Трус                    |         | США             | 1797 | 1883 | 1 хвиля    | Феміністка першої хвилі; аболіціоністка, активістка за права жінок, спікерка, авторка промови «Ain't I a Woman?» |        |
| Анна Вілер                      |         | Велика Британія | 1785 | 1848 |            | Феміністична письменниця, боролась за права жінок                                                                |        |
| Мері Волстонкрафт               |         | Велика Британія | 1759 | 1797 |            | Піонерка раннього фемінізму, індивідуалістська феміністка                                                        |        |
| Френсіс Райт                    |         | Велика Британія | 1795 | 1852 |            | Феміністська письменниця, лекторка, вільнодумка, аболіціоністка, соціальна реформістка                           |        |

## Поч. та сер. XIXст. (1800—1874р. н.)
Народжені між 1801 та 1874 роками.
| Ім'я                               | Портрет | Країна                 | Н.      | П.    | Хвиля                                         | Діяльність та внесок | Д.     |
| ---------------------------------- | ------- | ---------------------- | ------- | ----- | --------------------------------------------- | --- | ------ |
| Жюльєтт Адам (Ламберт)             |         | Франція                | 1836    | 1936  | 1 хвиля                                       | Письменниця. Авторка Idées antiproudhoniennes sur l'amour, la femme et le mariage на захист Жорж Санд, господиня прогресивного салону та журналу, захищала права жінок свідчити в суді та одружених — розпоряджатися продуктами своєї роботи.                                                             |        |
| Джейн Аддамс                       |         | США                    | 1860    | 1935  | 1 хвиля                                       | Суфражистка, «мати соціальної роботи», визначна соціальна активістка, засновниця притулків для емігранток та їх дітей, президент Women's International League for Peace and Freedom. |        |
| Гертруда Адельборг                 |         | Швеція                 | 1853    | 1942  | 1 хвиля                                       | Освітянка, одна з очільниць шведського суфражизму. Заснувала школу для вчительок. Очолювала комітети та делегації з жіночих прав до високопосадових та царствених осіб. | [ 22 ] |
| Софі Адлерспарре                   |         | Швеція                 | 1823    | 1895  |                                               | Одна з трьох найвідоміших піонерок шведського фемінізму; видавниця, заснувала перший у Скандинавії журнал для жінок, асоціацію текстилю і дизайну, Асоціацію Фредріки Бремер. Одна з двох перших жінок у державному комітеті Швеції.                                                                      |        |
| Алфільд Агрелль                    |         | Швеція                 | 1849    | 1923  |                                               | Письменниця та драматург, що обстоювала сексуальну рівність та деконструювала подвійні стандарти щодо сексуальності жінок та чоловіків. Учасниця знаменитого суспільного руху 1880-х скандинавських дебатів сексуальної моралі.                                                                           |        |
| Сотерія Аліберті                   |         | Греція                 | 1847    | 1929  |                                               | Педагог-феміністка, редакторка літературного журналу Pleiades; у 1893 заснувала першу асоціацію гречанок (Ergani Athena), а також школу для дівчаток у Румунії, писала біографічні скетчі про відомих гречанок для афінської Women's Newspaper.                                                           |        |
| Jules Allix                        |         | Франція                | 1818    | 1897  |                                               | Соціаліст, профемініст |        |
| Елізабет Альтманн-Готтайнер        |         | Німеччина              | 1874    | 1930  | 1 хвиля                                       | Суфражистка, професор економіки, авторка численних праць; перша жінка, що викладала в німецькому університеті (Мангейму, з 1098 року), котрий нині видає щорічну премію її імені за студентські гендерні дослідження. З 1912 р. редагувала феміністський щорічник Jahrbuch der Frauenbewegung.            | [ 23 ] |
| Qasim Amin                         |         | Єгипет                 | 1863    | 1908  |                                               | Мусульманський профемініст, ранній захисник прав жінок у єгипетському суспільстві. Відстоював несуперечність Корану і забезпечення всім жінкам базових прав людини. |        |
| Еллен Анкарсвард                   |         | Швеція                 | 1833    | 1898  |                                               | Шведська активістка захисту прав жінок. Співзасновниця та секретарка Асоціації прав власності одружених жінок, співзасновниця та віце-президент Асоціації Фредріки Бремер, текстильно-мистецької організації Friends of Handicraft, голова Національної ради шведських жінок                              |        |
| Аделаїда Андерсон                  |         | Велика Британія        | 1863    | 1936  |                                               | Державна службовиця, трудова активістка (дитяча праця, умови в Китаї). В 1897—1921 головна інспекторка виробництва Її Величності. Дама-командорка Ордена Британської імперії. |        |
| Елізабет Гаррет Андерсон           |         | Велика Британія        | 1836    | 1917  | 1 хвиля                                       | Суфражистка, суфражетка; перша жінка-лікарка та жінка-хірург в Британії; співзасновниця першої лікарні з жіночим штатом; перша британська жінка, обрана до опікунської ради, перша очіниця Британської медичної школи та перша британська жінка-меркиня магістрату (м. Олдборо).                          |        |
| Луїза Гаррет Андерсон              |         | Велика Британія        | 1873    | 1943  |                                               | Піонерка медицини, соціальна реформістка, суфражетка, піонерка медицини, член Соціально-політичного жіночого союзу. Головна хірург Women's Hospital Corps (WHC) та член Королівської медичної спільноти. CBE. Дочка Елізабет Гаррет Андерсон, чию біографію написала в 1939, племінниця Міллісент Фосетт. |        |
| Мейбенк Андерсон                   |         | Австралія              | 1845    | 1927  | 1 хвиля                                       | Реформаторка Сіднею, активістка за права дівчаток та виборче право для жінок. | [ 24 ] |
| Сьюзен Ентоні                      |         | США                    | 1820    | 1906  | 1 хвиля                                       | Ключова суфражистка США, соціальна реформаторка, антирасистка, просвітниця, виступала проти рабства. Зіграла центральну роль у русі за жіноче виборче право. Учасниця численних правозахисних організацій.                                                                                                |        |
| Ловіза Арберг                      |         | Швеція                 | 1801    | 1881  |                                               | Перша жінка-лікарка у Швеції, попри відсутність формальної освіти, законно оперувала задовго до дозволу жінкам навчатись медицині в університетах у 1870 (перша лікарка з освітнім ступенем — Кароліна Відерстрьом).                                                                                      | [ 25 ] |
| Едіт Арчібальд                     |         | Канада                 | 1854    | 1936  | 1 хвиля                                       | Суфражистка та письменниця; очолювала морську Women's Christian Temperance Union, National Council of Women of Canada та Local Council of Women of Halifax. За численні форми соціального активізму відзначена Георгом IV.                                                                                | [ 26 ] |
| Консепсьйон Ареналь                |         | Іспанія                | 1820    | 1893  |                                               | Феміністська письменниця та активістка, піонерка та засновниця іспанського феміністського руху. Перша жінка, що отримала право вступити до університету в Іспанії. |        |
| Луїза Британська, герцогиня Аргайл |         | Велика Британія        | 1848    | 1939  | 1 хвиля                                       | Суфражистка | [ 27 ] |
| Оттілі Ассінг                      |         | Німеччина              | 1819    | 1884  |                                               | Письменниця, вільнодумиця, аболіціоністка, феміністка. Одна з ключових висвітлювачок рабських реалій США для європейської авдиторії. | [ 28 ] |
| Бібі Ханум Астарабаді              |         | Іран                   | 1859    | 1921  |                                               | Письменниця, сатирикиня, піонерка іранського жіночого руху, заснувала першу школу для дівчаток. У Ma'ayeb al-Rejal (Failings of Men, 1895) вперше задекларувала права жінок в історії сучасного Ірану. | [ 29 ] |
| Луїза Астон                        |         | Німеччина              | 1814    | 1871  |                                               | Авторка та феміністка, відстоювала права жінок, демократію, вільну любов та сексуальність. | [ 30 ] |
| Юбертіна Оклер                     |         | Франція                | 1848    | 1914  | 1 хвиля, «материнський» фемінізм              | Провідна суфражистка Франції, захисниця прав арабських жінок Алжиру. В своїх роботах 1890-х ввела в англійську термін Фур'є «фемінізм». Відстоювала балотування жінок у владу і шлюбний договір. |        |
| Олімпія Одуар                      |         | Франція                | 1832    | 1890  | 1 хвиля                                       | Вимагала повної рівноправності для жінок, включно з правом голосувати та обиратися. |        |
| Еліс Констанс Остін                |         | США                    | 1862    | 1955  | Радикальний фемінізм                          | Архітекторка, містопланувальниця, соціалістка, утопістка. Вплинула на концепти мінімальної зарплати, соціальної безпеки, доступного житла, добробуту та громадського здоров'я | [ 31 ] |
| Рейчел Фостер Ейвері               |         | США                    | 1858    | 1919  | 1 хвиля                                       | Суфражистка, очільниця ряду жіночих організацій США. Соратниця Елізабет Кеді Стентон та Сьюзен Ентоні |        |
| Джон Гудвін Бармбі                 |         | Велика Британія        | 1820    | 1881  | 1 хвиля                                       | Вікторіанський утопічний соціаліст, комуніст, профемініст. З дружиною пропонував суфражистські доповнення до чартистського руху. |        |
| Кетрін Ізабелла Бармбі             |         | Велика Британія        | 1816    | 1853  | 1 хвиля                                       | Утопічна соціалістська емансипативна письменниця. Писала про трудові та майнові права жінок для овеністської газети |        |
| Марія Башкирцева                   |         | Україна                | 1858    | 1884  |                                               | французька феміністка, письменниця, салоністка, авторка знаменитого щоденника |        |
| José Batlle y Ordóñez              |         | Уругвай                | 1856    | 1929  |                                               | | [ 32 ] |
| Anna Bayerová                      |         | Чехія                  | 1853    | 1924  |                                               | | [ 33 ] |
| Jean Beadle                        |         | Австралія              | 1868    | 1942  |                                               | Соціальна працівниця; політична активістка |        |
| Август Бебель                      |         | Німеччина              | 1840    | 1913  |                                               | Комуніст |        |
| Alaide Gualberta Beccari           |         | Італія                 | 1868    | 1930  | Радикальний фемінізм, Соціалістичний фемінізм | |        |
| Lydia Becker                       |         | Велика Британія        | 1827    | 1890  | 1 хвиля                                       | Суфражистка |        |
| Catharine Beecher                  |         | США                    | 1800    | 1878  |                                               | |        |
| Alva Belmont                       |         | США                    | 1853    | 1933  | 1 хвиля                                       | Суфражистська лідерка; спікерка; авторка |        |
| Louie Bennett                      |         | Ірландія               | 1870    | 1956  | 1 хвиля                                       | Суфражистська лідерка |        |
| Ethel Bentham                      |         | Велика Британія        | 1861    | 1931  | 1 хвиля                                       | Прогресивна лікарка, політична діячка та суфражистка | [ 34 ] |
| Victoire Léodile Béra              |         | Франція                | 1824    | 1900  |                                               | |        |
| Signe Bergman                      |         | Швеція                 | 1869    | 1960  |                                               | |        |
| Annie Besant                       |         | Велика Британія        | 1847    | 1933  | Соціалістичний фемінізм                       | |        |
| Clementina Black                   |         | Велика Британія        | 1853    | 1922  |                                               | Феміністка, письменниця, профсоюзна активістка |        |
| Alice Stone Blackwell              |         | США                    | 1857    | 1950  |                                               | Феміністка, журналістка, редакторка Woman's Journal |        |
| Antoinette Brown Blackwell         |         | США                    | 1825    | 1921  | 1 хвиля                                       | Заснувала American Woman Suffrage Association з Lucy Stone у 1869 |        |
| Elizabeth Blackwell                |         | США                    | 1821    | 1910  | 1 хвиля                                       | |        |
| Henry Browne Blackwell             |         | США                    | 1825    | 1909  |                                               | Бізнесмен, аболіціоніст, журналіст, суфражистський лідер |        |
| Harriot Eaton Stanton Blatch       |         | США                    | 1856    | 1940  | 1 хвиля                                       | Суфражистка |        |
| Амелія Блумер (Amelia Bloomer)     |         | США                    | 1818    | 1894  | 1 хвиля                                       | Суфражистка, видавниця та редакторка The Lily, відстоювала багато жіночих питань |        |
| Barbara Bodichon                   |         | Велика Британія        | 1827    | 1891  |                                               | |        |
| Laura Borden                       |         | Канада                 | 1861    | 1940  |                                               | президент Local Council of Women of Halifax |        |
| Lily Braun                         |         | Німеччина              | 1865    | 1916  |                                               | |        |
| Фредрика Бремер                    |         | Швеція                 | 1801    | 1865  |                                               | Письменниця, фемактивістка та піонерка організованого жіночого руху у Швеції |        |
| Ursula Mellor Bright               |         | Велика Британія        | 1835    | 1915  | 1 хвиля                                       | Суфражистка |        |
| Emilia Broomé                      |         | Швеція                 | 1866    | 1925  |                                               | |        |
| Lady Constance Bulwer-Lytton       |         | Велика Британія        | 1869    | 1923  | 1 хвиля                                       | Суфражистка |        |
| Katharine Bushnell                 |         | США                    | 1856    | 1946  |                                               | |        |
| Жозефіна Батлер                    |         | Велика Британія        | 1828    | 1906  |                                               | |        |
| Pancha Carrasco                    |         | Коста-Рика             | 1826    | 1890  |                                               | |        |
| Frances Jennings Casement          |         | США                    | 1840    | 1928  | 1 хвиля                                       | Суфражетка |        |
| Carrie Chapman Catt                |         | США                    | 1859    | 1947  | 1 хвиля                                       | Суфражистська лідерка, президент National American Woman Suffrage Association, засновниця League of Women Voters та International Alliance of Women |        |
| Maria Cederschiöld                 |         | Швеція                 | 1856    | 1935  | 1 хвиля                                       | Суфражетка |        |
| William Henry Channing             |         | США                    | 1810    | 1884  |                                               | Міністр, автор |        |
| Mary Agnes Chase                   |         | США                    | 1869    | 1963  | 1 хвиля                                       | Соціалістична феміністка, суфражистка |        |
| Ada Nield Chew                     |         | Велика Британія        | 1870    | 1945  | 1 хвиля                                       | Суфражетка |        |
| Tennessee Celeste Claflin          |         | США                    | 1844    | 1923  | 1 хвиля                                       | Суфражистка |        |
| Alice Clark                        |         | Велика Британія        | 1874    | 1934  |                                               | |        |
| Helen Bright Clark                 |         | Велика Британія        | 1840    | 1972  | 1 хвиля                                       | Суфражетка |        |
| Florence Claxton                   |         | Велика Британія        | 1840    | 1879  |                                               | |        |
| Вольтарін де Клер                  |         | США                    | 1866    | 1912  |                                               | Індивідуалістська феміністка; анархофемінізм |        |
| Френсіс Павер Кобб                 |         | Ірландія               | 1822    | 1904  |                                               | |        |
| Mary Ann Colclough                 |         | Нова Зеландія          | 1836    | 1885  |                                               | Феміністка, соціальна реформаторка |        |
| Anna «Annie» Julia Cooper          |         | США                    | 1858    | 1964  | 1 хвиля                                       | Суфражистка |        |
| Marguerite Coppin                  |         | Бельгія                | 1867    | 1931  |                                               | Поетка-лауреатка Бельгії, захисниця жіночих прав |        |
| Ida Crouch-Hazlett                 |         | США                    | 1870    | 1941  | 1 хвиля                                       | Соціалістична феміністка; суфражжистка |        |
| Emily Wilding Davison              |         | Велика Британія        | 1872    | 1913  | 1 хвиля                                       | Суфражистка |        |
| Draga Dejanović                    |         | Сербія                 | 1840    | 1871  |                                               | |        |
| Josefina Deland                    |         | Швеція                 | 1814    | 1890  |                                               | Письменниця, педагог, засновниця Society for Retired Female Teachers |        |
| Maria Deraismes                    |         | Франція                | 1828    | 1894  |                                               | |        |
| Charlotte Despard née French       |         | Велика Британія        | 1844    | 1939  | 1 хвиля                                       | Суфражетка |        |
| Jenny d'Hericourt                  |         | Франція                | 1809    | 1875  |                                               | |        |
| Wilhelmina Drucker                 |         | Нідерланди             | 1847    | 1925  | 1 хвиля                                       | Політична активістка, письменниця | [ 35 ] |
| Louisa Margaret Dunkley            |         | Австралія              | 1866    | 1927  |                                               | Лейбористка |        |
| Marguerite Durand                  |         | Франція                | 1864    | 1936  | 1 хвиля                                       | Суфражетка |        |
| Фрідріх Енгельс                    |         | Німеччина              | 1820    | 1895  |                                               | Комуніст |        |
| Emily Faithfull                    |         | Велика Британія        | 1835    | 1895  |                                               | |        |
| Міллісент Фосетт                   |         | Велика Британія        | 1847    | 1929  |                                               | Тривала президент National Union of Women's Suffrage Societies |        |
| Astrid Stampe Feddersen            |         | Данія                  | 1852    | 1930  |                                               | Очолювала першу скандинавську зустріч щодо прав жінок |        |
| Анна Філософова                    |         | Росія                  | 1837    | 1912  |                                               | Рання активістка прав жінок у Росії |        |
| Louise Flodin                      |         | Швеція                 | 1828    | 1923  |                                               | |        |
| Mary Sargant Florence              |         | Велика Британія        | 1857    | 1954  | 1 хвиля                                       | Суфражетка |        |
| Ізабелла Форд                      |         | Велика Британія        | 1855    | 1924  | 1 хвиля                                       | Соціалістична феміністка, суфражетка |        |
| Маргарет Фуллер                    |         | США                    | 1810    | 1850  |                                               | Трансценденталістка, критик, захисниця жіночої освіти, авторка Woman in the Nineteenth Century |        |
| Матильда Джослін Ґейдж             |         | США                    | 1826    | 1898  | 1 хвиля                                       | Суфражистка, редакторка, письменниця |        |
| Eliza Gamble                       |         | США                    | 1841    | 1820  |                                               | Інтелектуалка та захисниця жіночого руху | [ 36 ] |
| Edith Margaret Garrud              |         | США                    | 1872    | 1971  |                                               | Тренувала загін 'Bodyguard' Women's Social and Political Union (WSPU) в техніках самозахисту джиу-джитсу |        |
| Désirée Gay                        |         | Франція                | 1810    | 1891  | Соціалістичний фемінізм                       | |        |
| Шарлотта Перкінс Гілмен            |         | США                    | 1860    | 1935  | Екофемінізм                                   | |        |
| Wil van Gogh                       |         | Нідерланди             | 1862    | 1941  |                                               | |        |
| Емма Голдман                       |         | Велика Британія        | 1869    | 1940  | Анархофемінізм, Індивідуалістський фемінізм   | Борчиня за репродуктивні та інші права |        |
| Віда Голдштейн                     |         | Австралія              | 1869    | 1949  |                                               | Рання австралійська феміністична політична діячка; перша жінка в Британській Імперії, що подавалась на вибори до нацпарламенту |        |
| Грейс Грінвуд                      |         | США                    | 1823    | 1904  |                                               | Перша жінка-репортерка New York Times, котрій платили, захисниця соціальних реформ та прав жінок |        |
| Angelina Emily Grimké              |         | США                    | 1805    | 1879  | 1 хвиля                                       | Феміністка першої хвилі; захисниця суфражизму |        |
| Bella Guerin                       |         | Австралія              | 1858    | 1923  |                                               | Соціалістична феміністка; перша жінка, що випустилася з австралійського університету |        |
| Marianne Hainisch                  |         | Австрія                | 1839    | 1936  |                                               | Активістка за права жінок на роботу та освіту |        |
| Marion Coates Hansen               |         | Велика Британія        | 1870    | 1947  | 1 хвиля                                       | Суфражетка |        |
| Jane Ellen Harrison                |         | Велика Британія        | 1850    | 1928  |                                               | |        |
| Anna Haslam                        |         | Ірландія               | 1829    | 1922  |                                               | Основна фігура ранньоірландського жіночого руху, засновниця Dublin Women's Suffrage Association |        |
| Anna Hierta-Retzius                |         | Швеція                 | 1841    | 1924  |                                               | Активістка за жіночі права та філантропка |        |
| Thomas Wentworth Higginson         |         | США                    | 1828    | 1911  |                                               | Аболіціоніст, міністр, автор |        |
| Marie Hoheisel                     |         | Австрія                | 1873    | 1947  |                                               | Активістка за жіночі права. Голова австрійського «Комітету дня матері» |        |
| Laurence Housman                   |         | Велика Британія        | 1865    | 1959  |                                               | Соціалістична феміністка |        |
| Julia Ward Howe                    |         | США                    | 1819    | 1910  | 1 хвиля                                       | Суфражистка, письменниця, організаторка |        |
| Louisa Hubbard                     |         | Велика Британія        | 1836    | 1906  |                                               | |        |
| Aletta Jacobs                      |         | Нідерланди             | 1854    | 1929  |                                               | |        |
| Kehajia Kalliopi                   |         | Греція                 | 1839    | 1905  |                                               | |        |
| Kang Youwei                        |         | Китай                  | 1858    | 1927  |                                               | |        |
| Abby Kelley                        |         | США                    | 1811    | 1887  | 1 хвиля                                       | Суфражистка, активістка |        |
| Grace Kimmins                      |         | Велика Британія        | 1871    | 1954  |                                               | |        |
| Anna Kingsford                     |         | Велика Британія        | 1846    | 1888  | Екофемінізм                                   | |        |
| Toshiko Kishida                    |         | Японія                 | 1863    | 1901  |                                               | |        |
| Євгенія Конраді                    |         | Росія                  | 1838    | 1898  |                                               | Соціалістична фемністка, письменниця, есеїстка | [ 37 ] |
| Lotten von Kræmer                  |         | Швеція                 | 1828    | 1912  |                                               | Баронеса, письменниця, поетка, філантропка, засновниця літературної спільноти Samfundet De Nio |        |
| Міна Круземан                      |         | Нідерланди             | 1839    | 1922  | 1 хвиля                                       | Феміністка, акторка, співачка та письменниця, яка ввела термін «féministe» («феміністка») у листі 1872 року до Александра Дюма (сина) |        |
| Marie Lacoste-Gérin-Lajoie         |         | Канада                 | 1867    | 1945  | 1 хвиля                                       | Суфражетка; юристка-самоучка |        |
| Louisa Lawson                      |         | Австралія              | 1848    | 1920  | 1 хвиля                                       | Суфражетка; радикальна про-республіканська федералістка; авторка та письменниця |        |
| Mary Lee                           |         | Австралія, Ірландія    | 1821    | 1909  | 1 хвиля                                       | Суфражетка |        |
| Anna Leonowens                     |         | Велика Британія, Індія | 1831    | 1915  |                                               | Мандрівна письменниця, освітянка, соціальна активістка |        |
| Fredrika Limnell                   |         | Швеція                 | 1816    | 1897  |                                               | |        |
| Mary Livermore                     |         | США                    | 1820    | 1905  | 1 хвиля                                       | Журналістка жіночих прав, суфражистка |        |
| Белва Енн Локвуд                   |         | США                    | 1830    | 1917  |                                               | |        |
| Margaret Bright Lucas              |         | Велика Британія        | 1818    | 1890  | 1 хвиля                                       | Суфражетка |        |
| Christian Maclagan                 |         | Велика Британія        | 1811    | 1901  |                                               | |        |
| Kitty Marion                       |         | Велика Британія        | 1871    | 1944  | 1 хвиля                                       | Соціалістична феміністка, суфражетка |        |
| Harriet Martineau                  |         | Велика Британія        | 1802    | 1876  |                                               | |        |
| Елеонора Маркс                     |         | Велика Британія        | 1855    | 1898  | 1 хвиля                                       | Соціалістична феміністка |        |
| Rosa Mayreder                      |         | Австрія                | 1858    | 1938  |                                               | |        |
| Nellie McClung                     |         | Канада                 | 1873    | 1951  | 1 хвиля                                       | Феміністка, суфражистка; учасниця The Famous Five |        |
| Helen Priscilla McLaren            |         | Велика Британія        | 1851    | 1934  |                                               | |        |
| Louise Michel                      |         | Франція                | 1830    | 1905  |                                               | Анархофемінізм |        |
| Гаррієт Тейлор-Мілль               |         | Велика Британія        | 1807    | 1858  | Протофемінізм, суфражизм                      | Рання піонерка фемінізму, філософ, суфражистка. Брала участь у створенні «Поневолення жінок» (1869). |        |
| Джон Стюарт Мілль                  |         | Велика Британія        | 1806    | 1873  | Протофемінізм                                 | Ранній піонер фемінізму, суфражист. Праця «Поневолення жінок» (1869) |        |
| Hannah Mitchell                    |         | Велика Британія        | 1872    | 1956  | 1 хвиля                                       | Соціалістична феміністка, суфражетка |        |
| Katti Anker Møller                 |         | Норвегія               | 1868    | 1945  | 1 хвиля                                       | |        |
| Agda Montelius                     |         | Швеція                 | 1850    | 1920  | 1 хвиля                                       | Феміністка, суфражетка, філантропка; очільниця Fredrika-Bremer-förbundet |        |
| Anna Maria Mozzoni                 |         | Італія                 | 1837    | 1920  | 1 хвиля                                       | Феміністка першої хвилі, суфражетка |        |
| Flora Murray                       |         | Велика Британія        | 1869    | 1923  | 1 хвиля                                       | Суфражетка |        |
| Clarina I. H. Nichols              |         | США                    | 1810    | 1885  | 1 хвиля                                       | Феміністка першої хвилі, суфражистка |        |
| Draga Obrenović                    |         | Сербія                 | 1864    | 1903  |                                               | Королева-дружина |        |
| Louise Otto-Peters                 |         | Німеччина              | 1819    | 1895  |                                               | |        |
| Еммелін Панкгерст                  |         | Велика Британія        | 1858    | 1928  | 1 хвиля                                       | Суфражетка; одна з засновниць та лідерка британського суфражизму |        |
| Maud Wood Park                     |         | США                    | 1871    | 1955  |                                               | Засновниця College Equal Suffrage League, перша президент League of Women Voters |        |
| Madeleine Pelletier                |         | Франція                | 1874    | 1939  | 1 хвиля                                       | Французька феміністка, феміністка першої хвилі, соціалістична феміністка |        |
| Wendell Phillips                   |         | США                    | 1811    | 1884  |                                               | Аболіціоніст, оратор, законодавець |        |
| Jyotiba Phule                      |         | Індія                  | 1827    | 1890  |                                               | Критикиня кастової системи, заснувала школу для дівчат, ініціативу повторного шлюбу для вдів, притулок для вдів вищої касти та притулок для дівчаток-немовлят для запобігання дитячому феміциду |        |
| Eugénie Potonié-Pierre             |         | Франція                | 1844    | 1898  |                                               | |        |
| Елеанор Ратбон                     |         | Велика Британія        | 1872    | 1946  |                                               | Незалежна депутат Парламенту Сполученого Королівства, яка багаторічно виступала за соціальну допомогу сім'ям та права жінок |        |
| Caroline Rémy de Guebhard          |         | Франція                | 1855    | 1929  |                                               | |        |
| Dorothy Richardson                 |         | Велика Британія        | 1873    | 1957  |                                               | |        |
| Едіт Рігбі                         |         | Велика Британія        | 1872    | 1948  | 1 хвиля                                       | Суфражетка |        |
| Sibylle Riqueti de Mirabeau        |         | Франція                | 1849    | 1932  |                                               | |        |
| Bessie Rischbieth                  |         | Австралія              | 1874    | 1967) |                                               | Перша жінка, призначена до будь-якого суду; рання активістка проти практики віднімання аборигенських дітей у їх матерів |        |
| Eliza Ritchie                      |         | Канада                 | 1856    | 1933  | 1 хвиля                                       | Визначна суфржистка, член виконкому Local Council of Women of Halifax |        |
| Harriet Hanson Robinson            |         | США                    | 1825    | 1911  |                                               | |        |
| Pauline Roland                     |         | Франція                | 1805    | 1852  |                                               | |        |
| Rosalie Roos                       |         | Швеція                 | 1823    | 1898  |                                               | Письменниця та піонерка організованого руху за жіночі права у Швеції |        |
| Ernestine Rose                     |         | США                    | 1810    | 1892  | 1 хвиля                                       | Суфражетка |        |
| Hilda Sachs                        |         | Швеція                 | 1857    | 1935  |                                               | Журналістка, письменниця та феміністка |        |
| Anna Sandström                     |         | Швеція                 | 1854    | 1931  |                                               | Реформаторка освіти |        |
| Auguste Schmidt                    |         | Німеччина              | 1833    | 1902  |                                               | |        |
| Olive Schreiner                    |         | Південна Африка        | 1855    | 1920  |                                               | |        |
| Rose Scott                         |         | Австралія              | 1847    | 1925  | 1 хвиля                                       | Суфражетка |        |
| Anna Howard Shaw                   |         | США                    | 1847    | 1919  |                                               | президент National Women's Suffrage Association 1904—1915 |        |
| Kate Sheppard                      |         | Нова Зеландія          | 1847    | 1934  | 1 хвиля                                       | Вплинула на досягнення жіночого виборчого права в 1893 (перша країна і всезагальні вибори, в яких жінкам дозволили голосувати) |        |
| Tarabai Shinde                     |         | Індія                  | 1850    | 1910  |                                               | |        |
| Emily Anne Eliza Shirreff          |         | США                    | 1814    | 1897  |                                               | Рання піонерка фемінізму |        |
| Eleanor Mildred Sidgwick           |         | Велика Британія        | 1845    | 1936  |                                               | |        |
| Dame Ethel Mary Smyth              |         | Велика Британія        | 1858    | 1944  | 1 хвиля                                       | Суфражетка |        |
| Anna Garlin Spencer                |         | США                    | 1851    | 1931  |                                               | |        |
| Елізабет Кеді Стентон              |         | США                    | 1815    | 1902  | 1 хвиля                                       | Соціальна активістка, аболіціоністка, суфражистка, організаторка 1848 Women's Rights Convention, співзасновниця National Woman Suffrage Association та International Council of Women |        |
| Anna Sterky                        |         | Швеція, Данія          | 1856    | 1939  |                                               | | [ 39 ] |
| Helene Stöcker                     |         | Німеччина              | 1869    | 1943  |                                               | |        |
| Milica Stojadinović-Srpkinja       |         | Сербія                 | 1828    | 1878  |                                               | Феміністка; воєнна кореспондентка; письменниця, поетка | [ 40 ] |
| Lucy Stone                         |         | США                    | 1818    | 1893  |                                               | Ораторка, організаторка першої National Women's Rights Convention, засновниця Woman's Journal, перша зареєстрована американка, що зберегла своє прізвище після одруження |        |
| Emily Howard Stowe                 |         | Канада                 | 1831    | 1903  |                                               | Лікарка, захисниця включення жінок у професійну медичну спільноту, засновниця Canadian Women's Suffrage Association |        |
| Helena Swanwick                    |         | Велика Британія        | 1864    | 1939  | 1 хвиля                                       | Суфражетка |        |
| Frances Swiney                     |         | Велика Британія        | 1847    | 1922  |                                               | Суфражетка |        |
| Táhirih                            |         | Іран                   | 1814/17 | 1852  |                                               | Поетка на Bábí, теологиня, активістка за жіночі права у Ірані 19-го ст. |        |
| Caroline Testman                   |         | Данія                  | 1839    | 1919  |                                               | Співзасновниця Dansk Kvindesamfund |        |
| Martha Carey Thomas                |         | США                    | 1857    | 1935  |                                               | |        |
| Sybil Thomas, Viscountess Rhondda  |         | Велика Британія        | 1857    | 1941  | 1 хвиля                                       | Суфражетка |        |
| Flora Tristan                      |         | Франція                | 1803    | 1844  |                                               | Соціалістична феміністка |        |
| Гаррієт Табмен                     |         | США                    | 1820    | 1913  | 1 хвиля                                       | Феміністка першої хвилі |        |
| Thorstein Veblen                   |         | США                    | 1857    | 1929  |                                               | Економіст, соціолог |        |
| Alice Vickery                      |         | Велика Британія        | 1844    | 1929  |                                               | Лікарка, підтримувала контроль народжуваності задля емансипації жінок | [ 41 ] |
| Беатріс Вебб                       |         | Велика Британія        | 1858    | 1943  |                                               | Соціалістична феміністка |        |
| Ida B. Wells                       |         | США                    | 1862    | 1931  | 1 хвиля                                       | Активістка за громадянські права та проти лінчування, суфражистка, відмовлялась уникати уваги медіа через те що була афроамериканкою |        |
| Anna Whitlock                      |         | Швеція                 | 1852    | 1930  | 1 хвиля                                       | Феміністка, суфражетка, журналістка, активістка за освіту |        |
| Karolina Widerström                |         | Швеція                 | 1856    | 1949  | 1 хвиля                                       | Суфражетка |        |
| Frances Willard                    |         | США                    | 1839    | 1898  |                                               | Суфражистка, суфражетка, організаторка, соціалістична феміністка |        |
| Charlotte Wilson                   |         | Велика Британія        | 1854    | 1944  | Радикальний фемінізм                          | |        |
| Victoria Woodhull                  |         | США                    | 1838    | 1927  | 1 хвиля                                       | Суфражистка, організаторка, іноваторка, перша жінка, що добивалась президентства в США |        |
| Frederick Douglass                 |         | США                    | 1818    | 1895  |                                               | Суфражист |        |
| Caroline Kauffmann                 |         | Франція                | 1840-ті | 1924  |                                               | |        |
| Natalie Zahle                      |         | Данія                  | 1827    | 1913  |                                               | Працювала для права жінок на освіту | [ 42 ] |

## Кін. ХІХ, поч. ХХ ст. (1875—1939р. н.)
Народжені між 1875 та 1939 роками.
- Tegan та Sara Quin

| Ім'я                                        | Портрет | Країна                                  | Н.    | П.   | Хвиля   | Течії                                             | Діяльність та внесок | Дж.    |
| ------------------------------------------- | ------- | --------------------------------------- | ----- | ---- | ------- | ------------------------------------------------- | --- | ------ |
| Bella Abzug                                 |         | США                                     | 1920  | 1998 | 2 хвиля |                                                   | |        |
| Ángela Acuña Braun                          |         | Коста-Рика                              | 1888  | 1983 |         |                                                   | |        |
| Madeleine Albright                          |         | США, Чехословаччина                     | 1937  | –    |         |                                                   | 64-та United States Secretary of State, на той час найстатусніша жінка в історії США. Стійко підтримувала феміністичну риторику |        |
| Wim Hora Adema                              |         | Нідерланди                              | 1914  | 1998 | 2 хвиля | Радикальний фемінізм                              | |        |
| Alan Alda                                   |         | США                                     | 1936  | –    |         |                                                   | [ 43 ] |        |
| Dolores Alexander                           |         | США                                     | 1931  | 2008 |         | Антипорнографічний фемінізм                       | |        |
| Мая Енджелоу                                |         | США                                     | 1928  | 2014 |         |                                                   | Активістка за громадянські права, письменниця, поетеса |        |
| Margery Corbett Ashby                       |         | Велика Британія                         | 1882  | 1981 | 1 хвиля | Суфражизм                                         | Суфражетка |        |
| Ksenija Atanasijević                        |         | Сербія                                  | 1894  | 1981 | 1 хвиля | Суфражизм                                         | Суфражетка, перша жінка з докторським ступенем у Сербському університеті |        |
| Ті-Ґрейс Аткінсон                           |         | США                                     | 1938  | –    | 2 хвиля |                                                   | |        |
| Марґарет Етвуд                              |         | Канада                                  | 1939  | –    | 3 хвиля |                                                   | Письменниця, поетеса, літкритик, екоактивістка |        |
| Helene Aylon                                |         | США                                     | 1931  | –    |         | Екофемінізм                                       | |        |
| Eva Bacon                                   |         | Австралія                               | 1909  | 1994 |         |                                                   | Феміністка, соціалістка |        |
| Faith Bandler                               |         | Австралія                               | 1918  | 2015 |         |                                                   | Феміністка, активістка за громадянські права |        |
| Lois W. Banner                              |         | США                                     | 1939  | –    |         |                                                   | |        |
| Thelma Bate                                 |         | Австралія                               | 1904  | 1984 |         |                                                   | Лідерка спільноти, захисниця включення жінок-аборигенок до Country Women's Association |        |
| Rosalyn Baxandall                           |         | США                                     | 1939  | 2015 | 2 хвиля | Радикальний фемінізм                              | New York Radical Women |        |
| Mary Ritter Beard                           |         | США                                     | 1876  | 1958 |         |                                                   | Феміністка, історик |        |
| Joan Beauchamp                              |         | Велика Британія                         | 1890  | 1964 | 1 хвиля | Суфражизм                                         | Суфражетка |        |
| Kay Beauchamp                               |         | Велика Британія                         | 1899  | 1992 |         |                                                   | |        |
| Симона де Бовуар                            |         | Франція                                 | 1908  | 1986 | 2 хвиля |                                                   | Засновниця феміністської філософії, феміністська письменниця, соціальний теоретик-екзистенціаліст, авторка культової праці «Друга стать» (1948), що каталізувала другу хвилю фемінізму та концептуалізувала гендер як інструмент патріархату |        |
| Helen Bentwich                              |         | Велика Британія                         | 1892  | 1972 |         |                                                   | [ 44 ] |        |
| Rosa May Billinghurst                       |         | Велика Британія                         | 1875  | 1953 | 1 хвиля | Суфражизм                                         | Суфражетка |        |
| Teresa Billington-Greig                     |         | Велика Британія                         | 1877  | 1964 | 1 хвиля | Суфражизм                                         | Суфражетка |        |
| Dorothy Lee Bolden                          |         | США                                     | 1923  | 2002 |         |                                                   | Профспілкова активістка |        |
| Jeanne Bouvier                              |         | Франція                                 | 1865  | 1964 |         |                                                   | Профспілкова активістка | [ 45 ] |
| Elsie Bowerman                              |         | Велика Британія                         | 1889  | 1973 | 1 хвиля | Суфражизм                                         | Суфражетка |        |
| Helen Gurley Brown                          |         | США                                     | 1922  | 2012 |         |                                                   | Авторка Sex and the Single Girl, тривала редакторка Cosmopolitan |        |
| Stella Browne                               |         | Канада                                  | 1880  | 1955 |         | Соціалістичний фемінізм                           | |        |
| Сюзан Браунміллер                           |         | США                                     | 1935  | –    | 2 хвиля | Радикальний фемінізм, Антипорнографічний фемінізм | Журналістка, авторка Against Our Will: Men, Women, and Rape Проти нашої волі: чоловіки, жінки та зґвалтування (1975), де аналізує культуру зґвалтування                                                                                      |        |
| Katherine Burdekin                          |         | Велика Британія                         | 1896  | 1963 |         |                                                   | |        |
| Lucy Burns                                  |         | США                                     | 1879  | 1966 | 1 хвиля | Суфражизм                                         | Суфражетка, активістка за права жінок |        |
| Karlyn Kohrs Campbell                       |         | США                                     | 1937  | –    |         |                                                   | |        |
| Clara Campoamor                             |         | Іспанія                                 | 1888  | 1972 |         |                                                   | |        |
| Luisa Capetillo                             |         | Пуерто-Рико                             | 1879  | 1922 | 1 хвиля | Суфражизм                                         | Суфражистка Puerto Rican labor union. Ув'язнена за прилюдне носіння штанів |        |
| Liz Carpenter                               |         | США                                     | 1920  | 2010 |         |                                                   | |        |
| Elvia Carrillo Puerto                       |         | Мексика                                 | 1878  | 1967 |         |                                                   | |        |
| Florence Fernet-Martel                      |         | Канада                                  | 1892  | 1986 | 2 хвиля | Суфражизм                                         | Суфражетка, освітянка, переважно активна у Квебеку | [ 46 ] |
| Thérèse Casgrain                            |         | Канада                                  | 1896  | 1981 | 2 хвиля | Суфражизм                                         | Суфражетка, політична діячка, сенаторка, переважно активна у Квебеку |        |
| Jacqueline Ceballos                         |         | США                                     | 1925  | –    |         |                                                   | Засновниця Veteran Feminists of America |        |
| Enid Charles                                |         | Велика Британія                         | 1894  | 1972 |         | Радикальний фемінізм                              | |        |
| Shirley St Hill Chisholm                    |         | США                                     | 1924  | 2005 | 2 хвиля |                                                   | |        |
| Елен Сіксу                                  |         | Франція                                 | 1937  | –    |         |                                                   | Феміністський теоретик, філософ |        |
| Margaret «Gretta» Cousins                   |         | Ірландія, Індія                         | 1878  | 1954 |         | Суфражизм                                         | Засновниця All India Women's Conference, співзасновниця Irish Women's Franchise League |        |
| Eva Cox                                     |         | Австралія                               | 1938  | –    |         |                                                   | соціолог, тривалий член Women's Electoral Lobby |        |
| Jill Craigie                                |         | Велика Британія                         | 1911  | 1999 |         | Соціалістичний фемінізм                           | |        |
| Minnie Fisher Cunningham                    |         | США                                     | 1882  | 1964 |         |                                                   | |        |
| Hamid Dalwai                                |         | Індія                                   | 1932  | 1977 |         | Соціалістичний фемінізм                           | |        |
| Мері Дейлі                                  |         | США                                     | 1928  | 2010 | 2 хвиля | Екофемінізм, Радикальний фемінізм                 | філософ, теолог |        |
| Sonja Davies                                |         | Нова Зеландія                           | 1923  | 2005 | 2 хвиля |                                                   | |        |
| Barbara Deming                              |         | США                                     | 1917  | 1984 |         |                                                   | |        |
| Ezlynn Deraniyagala                         |         | Шрі-Ланка                               | 1908  | 1973 |         |                                                   | |        |
| Jeanne Deroin                               |         | Франція                                 | 1805  | 1894 |         |                                                   | |        |
| Betty Dodson                                |         | США                                     | 1929  | –    | 3 хвиля |                                                   | Секс-позитивна феміністка |        |
| Sediqeh Dowlatabadi                         |         | Іран                                    | 1882  | 1962 |         |                                                   | Жірналістка, активістка за права жінок |        |
| Carol Downer                                |         | США                                     | 1933  | –    | 2 хвиля |                                                   | Засновниця руху жіночої самооборони, авторка, активістка здоров'я, адвокатка |        |
| Roxanne Dunbar-Ortiz                        |         | США                                     | 1939  | –    |         | Радикальний фемінізм                              | |        |
| Crystal Eastman                             |         | США                                     | 1881  | 1928 |         |                                                   | Соціалістична феміністка |        |
| Françoise d'Eaubonne                        |         | Франція                                 | 1920  | 2005 |         | Екофемінізм                                       | |        |
| Norah Elam                                  |         | Велика Британія, Ірландія               | 1878  | 1961 |         | Суфражизм, Радикальний фемінізм                   | Суфражетка |        |
| Cynthia Enloe                               |         | США                                     | 1938  | –    | 2 хвиля |                                                   | |        |
| Mohtaram Eskandari                          |         | Іран                                    | 1895  | 1924 |         |                                                   | Активістка за жіночі права, засновниця «Jam'iat e nesvan e vatan-khah» (суспільство патріотичних жінок) |        |
| Vilma Espín                                 |         | Куба                                    | 1930  | 2007 |         |                                                   | |        |
| Elizabeth Evatt                             |         | Австралія                               | 1933  | –    |         |                                                   | Реформістка законодавства, юристка, перша австралійка, обрана до United Nations Human Rights Committee |        |
| Myrlie Evers-Williams                       |         | США                                     | 1933  | –    | 2 хвиля |                                                   | |        |
| Lidia Falcón                                |         | Іспанія                                 | 1935  | –    |         |                                                   | |        |
| Frances Farrer                              |         | Велика Британія                         | 1895  | 1977 |         |                                                   | |        |
| Geraldine Ferraro                           |         | США                                     | 1935  | 2011 |         |                                                   | |        |
| Ana Figuero                                 |         | Чилі                                    | 1908  | 1970 |         |                                                   | |        |
| Marianne Githens                            |         | США                                     | 1936  | 2018 |         |                                                   | Політична науковиця, авторка | [ 47 ] |
| Elizabeth Gurley Flynn                      |         | США                                     | 1890  | 1964 |         | Суфражизм, Соціалістичний фемінізм                | Суфражетка |        |
| Elizabeth «Betty» Bloomer Ford              |         | США                                     | 1918  | 2011 | 2 хвиля |                                                   | |        |
| Gerald Ford                                 |         | США                                     | 1913  | 2006 | 2 хвиля |                                                   | |        |
| Майлз Франклін                              |         | Австралія                               | 1879  | 1954 |         |                                                   | Феміністка, письменниця |        |
| Clara Fraser                                |         | США                                     | 1923  | 1998 | 2 хвиля | Радикальний фемінізм                              | |        |
| Elisabeth Freeman                           |         | США                                     | 1876  | 1942 |         | Суфражизм                                         | Активістка за громадянські права, учаниця Suffrage Hikes |        |
| Marilyn French                              |         | США                                     | 1929  | 2009 | 2 хвиля | Радикальний фемінізм                              | |        |
| Betty Friedan                               |         | США                                     | 1921  | 2006 | 2 хвиля |                                                   | Письменниця |        |
| William Lloyd Garrison                      |         | США                                     | 1805  | 1879 |         |                                                   | Аболіціоністка, журналістка, організаторка, адвокатка |        |
| Carol Gilligan                              |         | США                                     | 1936  | –    | 2 хвиля |                                                   | |        |
| Françoise Giroud                            |         | Франція                                 | 1916  | 2003 |         |                                                   | Журналістка, письменниця, політична діячка |        |
| Judy Goldsmith                              |         | США                                     | 1938  | –    |         |                                                   | президент National Organization for Women (NOW) з1982 по1985 |        |
| Jane Goodall                                |         | Велика Британія                         | 1934  | –    |         |                                                   | |        |
| Vivian Gornick                              |         | США                                     | 1935  | –    |         | Радикальний фемінізм                              | |        |
| Lois Gould                                  |         | США                                     | 1931  | 2002 |         |                                                   | |        |
| Jane Grant                                  |         | США                                     | 1892  | 1972 |         |                                                   | |        |
| Colette Guillaumin                          |         | Франція                                 | 1934  | 2017 |         |                                                   | |        |
| Tahar Haddad                                |         | Туніс                                   | 1897  | 1935 |         | Ісламський фемінізм                               | |        |
| Lizzy Lind af Hageby                        |         | Швеція                                  | 1878  | 1963 |         |                                                   | |        |
| Charlotte Haldane                           |         | Велика Британія                         | 1894  | 1969 |         |                                                   | |        |
| Gisèle Halimi                               |         | Франція                                 | 1927  | –    |         |                                                   | |        |
| Zaib-un-Nissa Hamidullah                    |         | Індія                                   | 1921  | 2000 |         | Ісламський фемінізм                               | |        |
| Bertha Harris                               |         | США                                     | 1937  | 2005 | 2 хвиля |                                                   | |        |
| Caroline Haslett                            |         | Велика Британія                         | 1895  | 1957 |         |                                                   | |        |
| He Xiangning                                |         | Китай                                   | 1878  | 1972 |         |                                                   | Революціонерка |        |
| Dorothy Hewett                              |         | Австралія                               | 1923  | 2002 | 2 хвиля |                                                   | |        |
| Julka Hlapec-Đorđević                       |         | Сербія                                  | 1882  | 1969 | 1 хвиля | Суфражизм                                         | Суфражетка, письменниця |        |
| Nicole Hollander                            |         | США                                     | 1939  | –    |         |                                                   | |        |
| Pak Hon-yong                                |         | Південна Корея                          | 1900  | 1956 |         |                                                   | |        |
| Mary Howell                                 |         | США                                     | 1932  | 1998 |         |                                                   | |        |
| Edith How-Martyn                            |         | Велика Британія                         | 1875  | 1954 | 1 хвиля | Суфражизм                                         | Суфражетка |        |
| Fatima Ahmed Ibrahim                        |         | Судан                                   | 1933  | 2017 |         | Ісламський фемінізм                               | |        |
| Fusae Ichikawa                              |         | Японія                                  | 1893  | 1981 |         |                                                   | |        |
| Люс Ірігаре                                 |         | Франція                                 | 1930  | –    |         |                                                   | філософ, феміністський теоретик |        |
| Sonia Johnson                               |         | США                                     | 1936  | –    |         |                                                   | |        |
| Jill Johnston                               |         | США                                     | 1929  | 2010 |         |                                                   | |        |
| Claudia Jones                               |         | Велика Британія, США, Тридідад і Тобаго | 1915  | 1964 | 1 хвиля | Суфражизм                                         | Суфражетка |        |
| Rosalie Gardiner Jones                      |         | США                                     | 1883  | 1978 |         |                                                   | Організаторка Suffrage Hikes |        |
| Marie Juchacz                               |         | Німеччина                               | 1879  | 1956 |         |                                                   | |        |
| Alicia Moreau de Justo                      |         | Аргентина                               | 1885  | 1986 |         | Соціалістичний фемінізм                           | |        |
| Raden Adjeng Kartini                        |         | Індонезія                               | 1879  | 1904 |         | Ісламський фемінізм                               | Яванська захисниця корінних індонезійок, критик полігамних шлюбів та нестачі освітніх можливостей для жінок |        |
| Shidzue Katō                                |         | Японія                                  | 1897  | 2001 | 2 хвиля |                                                   | |        |
| Aoua Kéita                                  |         | Малі                                    | 1912  | 1980 |         |                                                   | |        |
| Florynce Kennedy                            |         | США                                     | 1916  | 2000 | 2 хвиля |                                                   | |        |
| Annie Kenney                                |         | Велика Британія                         | 1879  | 1953 | 1 хвиля | Суфражизм                                         | Суфражетка |        |
| Yamakawa Kikue                              |         | Японія                                  | 1890  | 1980 |         | Соціалістичний фемінізм                           | Антипроституційна феміністка |        |
| Coretta Scott King                          |         | США                                     | 1927  | 2006 | 2 хвиля |                                                   | |        |
| Mabel Ping-Hua Lee                          |         | США                                     | 1896  | 1966 | 1 хвиля |                                                   | Суфражистка; перша китайська жінка зі ступенем доктора Колумбійського університету |        |
| Gerda Lerner                                |         | Австрія                                 | 1920  | 2013 |         |                                                   | |        |
| Одрі Лорд                                   |         | США                                     | 1934  | 1992 | 3 хвиля |                                                   | Письменниця, громадянська активістка |        |
| Mina Loy                                    |         | Велика Британія                         | 1882  | 1966 |         |                                                   | |        |
| Rae Luckock                                 |         | Канада                                  | 1893  | 1972 |         | Соціалістичний фемінізм                           | Соціалістична феміністка |        |
| Margaret Mackworth, 2nd Viscountess Rhondda |         | Велика Британія                         | 1883  | 1958 | 1 хвиля | Суфражизм                                         | Суфражетка |        |
| Agnes Macphail                              |         | Канада                                  | 1890  | 1954 |         |                                                   | |        |
| Dora Marsden                                |         | Велика Британія                         | 1882  | 1960 |         |                                                   | |        |
| Elizabeth Holloway Marston                  |         | Велика Британія                         | 1893  | 1993 |         |                                                   | |        |
| William Moulton Marston                     |         | США                                     | 1893  | 1947 |         |                                                   | |        |
| Ніколь-Клод Матьє                           |         | Франція                                 | 1937  | 2014 |         | Матеріалістичний фемінізм                         | Імператорка |        |
| Else Mayer                                  |         | Німеччина                               | 1891  | 1962 | 1 хвиля |                                                   | |        |
| Antonia Maymón                              |         | Іспанія                                 | 1881  | 1959 |         |                                                   | |        |
| Carolyn Merchant                            |         | США                                     | 1936  | –    |         | Екофемінізм                                       | |        |
| Maria Mies                                  |         | Німеччина                               | 1931  | –    |         | Екофемінізм                                       | професор соціології, авторка |        |
| Inez Milholland                             |         | США                                     | 1886  | 1916 |         |                                                   | Ключова учасниця National Woman's Party та Woman Suffrage Parade of 1913 |        |
| Кейт Міллетт                                |         | США                                     | 1934  | 2017 | 2 хвиля |                                                   | |        |
| Laure Moghaizel                             |         | Ліван                                   | 1929  | 1997 |         |                                                   | Законодавиця та захисниця прав жінок |        |
| Florence Nagle                              |         | Велика Британія                         | 1894  | 1988 |         |                                                   | Перша британка, що фіційно тренувала скакових коней |        |
| Diane Nash                                  |         | США                                     | 1938  | –    |         | Суфражизм                                         | Лідерка та організаторка Civil Rights Movement 1960-х, просувала право голосу |        |
| Malak Hifni Nasif                           |         | Єгипет                                  | 1886  | 1918 |         |                                                   | Феміністична письменниця | [ 48 ] |
| Anaïs Nin                                   |         | США                                     | 1903  | 1977 |         |                                                   | |        |
| Helena Normanton                            |         | Велика Британія                         | 1882  | 1957 |         |                                                   | |        |
| Alexis Nour                                 |         | Румунія                                 | 1877  | 1940 |         |                                                   | |        |
| Йоко Оно                                    |         | США, Японія                             | 1933  | –    |         |                                                   | Мисткиня, антивоєнна активістка |        |
| Alicia Ostriker                             |         | США                                     | 1937  | –    | 3 хвиля |                                                   | |        |
| Grace Paley                                 |         | США                                     | 1922  | 2007 |         |                                                   | |        |
| Adela Pankhurst                             |         | Велика Британія                         | 1885  | 1961 |         |                                                   | |        |
| Кристабель Пнкгерст                         |         | Велика Британія                         | 1880  | 1958 | 1 хвиля | Суфражизм                                         | Суфражетка; співзасновниця та лідерка Women's Social and Political Union. Архітекторка, редакторка |        |
| Сильвія Панкхерст                           |         | Велика Британія                         | 1882  | 1960 | 1 хвиля | Суфражизм                                         | Суфражетка, феміністська поетеса |        |
| Frances Parker                              |         | Велика Британія                         | 1875  | 1924 |         |                                                   | |        |
| Alice Paul                                  |         | США                                     | 1885  | 1977 |         | Суфражизм                                         | Одна з лідерок Women's Voting Rights Movement за 19-ту поправку у 1910-х; засновниця National Woman's Party, ініціаторка Silent Sentinels та 1913 Women's Suffrage Parade, авторка Equal Rights Amendment                                    |        |
| Ева Перон                                   |         | Аргентина                               | 1919  | 1952 |         |                                                   | Політична лідерка, благодійниця, захисниця прав жінок (зокрема, виборчих), акторка та дикторка |        |
| Frédérique Petrides                         |         | США, Бельгія                            | 1903  | 1983 |         |                                                   | Профемініст; оркестровий диригент, активіст та редактор серії періодичних хронік жіночої активності в музиці Women in Music |        |
| Marion Phillips                             |         | США                                     | 1881  | 1932 | 1 хвиля | Суфражизм                                         | Суфражетка |        |
| Сильвія Плат                                |         | США                                     | 1932  | 1963 |         |                                                   | |        |
| Val Plumwood                                |         | Австралія                               | 1939  | 2008 |         | Екофемінізм                                       | | [ 49 ] |
| Letty Cottin Pogrebin                       |         | США                                     | 1939  | –    |         |                                                   | |        |
| Eileen Powell                               |         | Австралія                               | 1913  | 1997 |         |                                                   | Профспілкова активістка, активістка прав жінок, важливий внесок у прийняття Equal Pay for Equal Work |        |
| Millicent Preston-Stanley                   |         | Австралія                               | 1883  | 1955 |         |                                                   | Перша жінка-член NSW Legislative Assembly; виступала за опікунські права матерів при розлученні та охорону здоров'я жінок |        |
| Lorine Livingston Pruette                   |         | United States                           | 1896  | 1977 |         |                                                   | |        |
| Funmilayo Ransome-Kuti                      |         | Нігерія                                 | 1900  | 1978 |         |                                                   | Найвизначніша нігерійська захисниця прав жінок |        |
| Claire Rayner                               |         | Велика Британія                         | 1931  | 2010 |         |                                                   | |        |
| Adela Pankhurst                             |         | США                                     | 1929  | 2012 |         |                                                   | |        |
| Mary Richardson                             |         | Велика Британія                         | 1889  | 1961 | 1 хвиля | Суфражизм                                         | Суфражетка |        |
| Léa Roback                                  |         | Канада                                  | 1903  | 2000 |         |                                                   | Активістка робітничого об'єднання, пов'язаного з комуністичною партією |        |
| Hilary Rose                                 |         | Велика Британія                         | 1935  | –    |         |                                                   | |        |
| Agnes Maude Royden                          |         | Велика Британія                         | 1876  | 1956 | 1 хвиля | Суфражизм                                         | Суфражетка |        |
| Florence Rush                               |         | США                                     | 1918  | 2008 |         |                                                   | |        |
| Джоанна Расс                                |         | США                                     | 1937  | 2011 | 2 хвиля |                                                   | Письменниця |        |
| Diana E. H. Russell                         |         | Південна Африка                         | 1938  | –    | 2 хвиля | Радикальний фемінізм                              | Антипорнографічна феміністка |        |
| Dora Russell                                |         | Велика Британія                         | 1894  | 1986 |         |                                                   | Прогресивна організаторка, захисниця шлюбної реформи, контролю народжуваності та емансипації жінок |        |
| Manuel Sacristán                            |         | Іспанія                                 | 1925  | 1985 |         | Соціалістичний фемінізм                           | |        |
| Наваль ес Саадаві                           |         | Єгипет                                  | 1931  | –    | 2 хвиля | Ісламський фемінізм                               | Письменниця, гінеколог та психіатриня. Писала про жінок в ісламі, зокрема про жіноче обрізання. «Симона де Бовуар арабського світу»: авторка книги «Жінка і секс» (араб. المرأة والجنس‎, 1972)                                                |        |
| Idola Saint-Jean                            |         | Канада                                  | 1880  | 1945 | 1 хвиля | Суфражизм                                         | Журналістка |        |
| Celia Sánchez                               |         | Куба                                    | 1920  | 1980 |         |                                                   | Рання піонерка фемінізму |        |
| Жорд Санд                                   |         | Франція                                 | 1804  | 1876 |         |                                                   | Рання піонерка фемінізму, письменниця |        |
| Flora Sandes                                |         | Велика Британія                         | 1876  | 1956 |         |                                                   | Феміністична сержант-майорка сербської армії |        |
| Margaret Sanger                             |         | США                                     | 1879  | 1966 |         | Соціалістичний фемінізм                           | Засновниця American Birth Control League; співзасновниця та тривала президент Planned Parenthood; письменниця, медична сестра |        |
| Milunka Savić                               |         | Сербія                                  | 1888  | 1973 |         |                                                   | Перша європейська фронтовичка, солдатка, феміністка |        |
| Rosika Schwimmer                            |         | Угорщина                                | 1877  | 1948 | 1 хвиля | Суфражизм                                         | Пацифістка, дипломатка |        |
| Barbara Seaman                              |         | США                                     | 1935  | 2008 |         |                                                   | |        |
| Baroness Seear                              |         | Велика Британія                         | 1913  | 1997 |         |                                                   | |        |
| Huda Shaarawi                               |         | Єгипет                                  | 1879  | 1947 |         | Ісламський фемінізм                               | Організаторка Mubarrat Muhammad Ali (соціальна допомога жінкам), Union of Educated Egyptian Women та Wafdist Women's Central Committee, засновниця та президент Egyptian Feminist Union                                                      |        |
| Alix Kates Shulman                          |         | США                                     | 1932  | –    |         | Радикальний фемінізм                              | |        |
| Ruth Simpson                                |         | США                                     | 1926  | 2008 |         |                                                   | |        |
| Monica Sjöö                                 |         | Швеція                                  | 1938  | 2005 |         | Екофемінізм                                       | |        |
| Eleanor Smeal                               |         | США                                     | 1939  | –    | 2 хвиля |                                                   | Організаторка, ініціаторка, президент N.O.W., засновниця та президент Feminist Majority Foundation |        |
| Valerie Solanas                             |         | США                                     | 1936  | 1988 |         | Радикальний фемінізм                              | |        |
| Jo Spence                                   |         | Велика Британія                         | 1934  | 1992 |         |                                                   | |        |
| Глорія Стайнем                              |         | США                                     | 1934  | –    | 2 хвиля | Радикальний, соціалістичний, антипорнографічний   | Письменниця, журналістка, ораторка і лекторка |        |
| Doris Stevens                               |         | США                                     | 1892  | 1963 |         |                                                   | Організаторка National American Women Suffrage Association та National Woman's Party, важлива учасниця Silent Sentinels, авторка Jailed for Freedom                                                                                          |        |
| Sandy Stone                                 |         | США                                     | 1936  | –    | 2 хвиля |                                                   | Транс-феміністка, теоретик, авторка та перформансистка |        |
| Marie Stopes                                |         | Велика Британія                         | 1880  | 1958 |         |                                                   | |        |
| Mary Stott                                  |         | Велика Британія                         | 1907  | 2002 |         |                                                   | |        |
| Jessie Street                               |         | Австралія                               | 1889  | 1970 | 1 хвиля | Суфражизм                                         | Суфражетка, кампанії за права людини, впливова в трудовому праві та ранніх днях UN |        |
| Edith Summerskill, Baroness Summerskill     |         | Велика Британія                         | 1901  | 1980 |         |                                                   | |        |
| Maya Surduts                                |         | Франція                                 | 1937  | 2016 |         |                                                   | Активістка за права людини, кампанії за фемінізм та репродуктивні права | [ 50 ] |
| Maria Svolou                                |         | Греція                                  | 1890s | 1976 |         | Соціалістичний фемінізм                           | | [ 51 ] |
| Elisabeth Tamm                              |         | Швеція                                  | 1880  | 1958 |         |                                                   | |        |
| Mavis Tate                                  |         | Велика Британія                         | 1893  | 1947 |         |                                                   | |        |
| Joan Kennedy Taylor                         |         | США                                     | 1926  | 2005 |         |                                                   | |        |
| Renee Taylor                                |         | Нова Зеландія                           | 1929  | –    |         | Соціалістичний фемінізм                           | |        |
| Tcheng Yu-hsiu                              |         | Китай                                   | 1891  | 1959 |         |                                                   | Революціонерка |        |
| Rini Templeton                              |         | США                                     | 1935  | 1986 |         | Соціалістичний фемінізм                           | |        |
| Dorothy Thompson                            |         | США                                     | 1893  | 1961 | 1 хвиля | Суфражизм                                         | Суфражистка Баффало і Нью-Йорку, впливова журналістка та дикторка радіо |        |
| Winifred Todhunter                          |         | Велика Британія                         | 1877  | 1961 |         |                                                   | |        |
| Jill Tweedie                                |         | Велика Британія                         | 1936  | 1993 |         |                                                   | |        |
| Mabel Vernon                                |         | США                                     | 1883  | 1975 | 1 хвиля | Суфражизм                                         | член Congressional Union for Women Suffrage, головна організаторка Silent Sentinels |        |
| Roosje Vos                                  |         | Нідерланди                              | 1876  | 1961 | 1 хвиля | Суфражизм                                         | Профспілкова активістка, політична діячка | [ 52 ] |
| Harriet Shaw Weaver                         |         | Велика Британія                         | 1860  | 1932 | 1 хвиля | Суфражизм                                         | Суфражетка |        |
| Nesta Helen Webster                         |         | Велика Британія                         | 1876  | 1960 |         |                                                   | |        |
| Louise Weiss                                |         | Франція                                 | 1893  | 1983 |         |                                                   | Журналістка, письменниця, політична діячка |        |
| Trude Weiss-Rosmarin                        |         | США, Німеччина                          | 1908  | 1989 |         |                                                   | |        |
| Клара Віхман                                |         | Нідерланди, Німеччина                   | 1885  | 1922 |         | Радикальний фемінізм                              | |        |
| Audrey Wise                                 |         | Велика Британія                         | 1935  | 2000 |         |                                                   | |        |
| Monique Wittig                              |         | Франція                                 | 1935  | 2003 |         |                                                   | |        |
| Nellie Wong                                 |         | США                                     | 1934  | –    |         | Соціалістичний фемінізм                           | |        |
| Вірджинія Вульф                             |         | Велика Британія                         | 1882  | 1941 | 1 хвиля |                                                   | Феміністська письменниця, авторка культового твору Своя кімната, що поставив неоплачуваної роботи як перепони для кар'єрної самореалізації жінок (на прикладі літератури)                                                                    |        |
| Molly Yard                                  |         | США                                     | 1912  | 2005 | 2 хвиля |                                                   | |        |
| Adelina Zendejas                            |         | Мексика                                 | 1909  | 1993 |         | Соціалістичний фемінізм                           | | [ 53 ] |

## Др. пол. XX, XXIст. (нар. після 1940р.)
Народжені після 1940 року.
| Ім'я                              | Портрет | Країна                     | Н.         | П.   | Хвиля   | Течії                                              | Діяльність та внесок | Дж.    |
| --------------------------------- | ------- | -------------------------- | ---------- | ---- | ------- | -------------------------------------------------- | --- | ------ |
| Lesley Abdela                     |         | Велика Британія            | 1945       | –    |         |                                                    | Експертка з прав та представництва жінок |        |
| Керол Дж. Адамс                   |         | США                        | 1951       | –    |         | Екофемінізм                                        | | [ 54 ] |
| Чімаманда Нґозі Адічі             |         | Нігерія, США               | 1977       | –    |         |                                                    | Письменниця, соціальна коментаторка, феміністська авторка (Люба Іджеавеле, або феміністичний маніфест у 15 твердженнях) |        |
| Haleh Afshar, Baroness Afshar     |         | Велика Британія            | 1944       | –    |         | Ісламський фемінізм                                | професор політики та жіночих досліджень, член British House of Lords | [ 55 ] |
| Leila Ahmed                       |         | Єгипет                     | 1940       | –    |         | Ісламський фемінізм                                | Письменниця | [ 56 ] |
| Sara Ahmed                        |         | Велика Британія, Австралія | 1969       | –    |         |                                                    | Академік, працює над інтерсекційністю феміністичної теорії, квір-теорією, постколоніалізмом, critical race theory |        |
| Відад Акраві                      |         | Данія                      | 1969       | –    |         |                                                    | Письменниця, лікарка, захисниця гендерної рівності та жіночого емпаверменту, участі в розбудові миру та постконфліктному урядуванні | [ 57 ] |
| Linda Martín Alcoff               |         | США                        | 1955       | –    |         |                                                    | філософ Міського університету Нью-Йорка | [ 58 ] |
| Ayaan Hirsi Ali                   |         | США, Нідерланди, Сомалі    | 1969       | –    |         |                                                    | Феміністка та атеїстична активістка, письменниця, політична діячка | [ 59 ] |
| Pam Allen                         |         | США                        | 1943       | –    |         |                                                    | Засновниця New York Radical Women | [ 60 ] |
| Isabel Allende                    |         | Чилі, США                  | 1942       | –    |         |                                                    | Письменниця | [ 61 ] |
| Jane Alpert                       |         | США                        | 1947       | –    |         | Радикальний фемінізм                               | | [ 62 ] |
| Торі Еймос                        |         | США                        | 1963       | –    | 3 хвиля |                                                    | Феміністська співачка, піаністка, авторка пісень та композиторка, веде боротьбу з сексуальним насильством проти жінок. |        |
| Gloria E. Anzaldúa                |         | США                        | 1942       | 2004 | 3 хвиля |                                                    | |        |
| Марія Арбатова                    |         | СССР                       | 1957       | –    |         |                                                    | |        |
| Parvin Ardalan                    |         | Іран                       | 1967       | –    |         |                                                    | Активістка за права жінок |        |
| Élisabeth Badinter                |         | Франція                    | 1944       | –    |         |                                                    | Дисидентка |        |
| Judi Bari                         |         | США                        | 1949       | 1997 |         | Екофемінізм                                        | |        |
| Kathleen Barry                    |         | США                        | 1941       | –    |         |                                                    | Анти-проституційна феміністка |        |
| Бенедетта Барзіні                 |         | Італія                     | 1943       | –    |         | Радикальний фемінізм                               | Успішна модель, що стала радикальною феміністкою |        |
| Jennifer Baumgardner              |         | США                        | 1970       | –    | 3 хвиля |                                                    | |        |
| Alison Bechdel                    |         | США                        | 1960       | –    |         |                                                    | |        |
| Melissa Benn                      |         | Велика Британія            | 1957       | –    | 3 хвиля |                                                    | |        |
| Lorraine Bethel                   |         | США                        | 20 ст.     | –    | 2 хвиля |                                                    | |        |
| Lauran Bethell                    |         | США                        | 20 ст.     | –    |         |                                                    | Анти-проституційна феміністка |        |
| Julie Bindel                      |         | Велика Британія            | 1962       | –    |         |                                                    | Анти-порнографічна феміністка |        |
| Lóa Björk Björnsdóttir            |         | Ісландія                   | 1993       | –    | 3 хвиля |                                                    | |        |
| Kat Blaque                        |         | США                        | 1990       | –    | 3 хвиля |                                                    | Транс-феміністка, відеоблогерка |        |
| Sandra Bloodworth                 |         | Австралія                  | 20 ст.     | –    |         | Соціалістичний фемінізм                            | Історикиня трудящих, співзасновниця Trotskyist organisation Socialist Alternative, редакторка Marxist Left Review |        |
| Rosie Boycott                     |         | Велика Британія            | 1951       | –    |         |                                                    | |        |
| María Elísabet Bragadóttir        |         | Ісландія                   | 1993       | –    | 3 хвиля |                                                    | |        |
| Hörður Tryggvi Bragason           |         | Ісландія                   | 1997       | –    | 3 хвиля | Радикальний фемінізм, Кіберфемінізм                | Анти-порнографічна феміністка |        |
| Dionne Brand                      |         | Канада                     | 1953       | –    |         |                                                    | |        |
| Giannina Braschi                  |         | Пуерто-Рико                | 1953       | –    | 3 хвиля |                                                    | |        |
| Johanna Brenner                   |         | США                        | 1942       | –    |         | Соціалістичний фемінізм                            | |        |
| Susie Bright                      |         | США                        | 1958       | –    | 3 хвиля |                                                    | Секс-позитивна феміністка |        |
| Flora Brovina                     |         | Косово                     | 1949       | –    |         |                                                    | |        |
| Rita Mae Brown                    |         | США                        | 1944       | –    | 2 хвиля | Радикальний фемінізм                               | Redstockings |        |
| Carrie Brownstein                 |         | США                        | 1974       | –    | 3 хвиля |                                                    | |        |
| Tammy Bruce                       |         | США                        | 1962       | –    |         |                                                    | Дисидентська феміністка |        |
| Charlotte Bunch                   |         | США                        | 1944       | –    | 2 хвиля |                                                    | |        |
| Louise Burfitt-Dons               |         | Велика Британія            | 1953       | –    |         |                                                    | Консервативна феміністка |        |
| Джудіт Батлер                     |         | США                        | 1956       | –    | 3 хвиля |                                                    | Авторка ключової праці квіртеорії «Гендерний клопіт», філософ, розробниця теорії перформативності гендеру |        |
| Octavia Butler                    |         | США                        | 1947       | 2006 |         |                                                    | |        |
| Lydia Cacho                       |         | Мексика                    | 1963       | –    |         |                                                    | |        |
| Beatrix Campbell                  |         | Велика Британія            | 1947       | –    | 2 хвиля |                                                    | |        |
| Angela Carter                     |         |                            | 1940       | 1992 |         | Соціалістичний фемінізм                            | |        |
| Ana Castillo                      |         | США                        | 1953       | –    |         |                                                    | |        |
| Філліс Чеслер                     |         | США                        | 1940       | –    | 2 хвиля | Радикальний фемінізм, Ісламський фемінізм          | Феміністська письменниця та психолог, гендерна дослідниця, авторка 16 праць (зокрема бестселлера Women and Madness (1972) на теми гендеру, психічних розладів, розлучень та опіки, сурогатного материнства, порнографії, проституції, інцесту, насильства проти жінок. Досліджувала вбивства честі, антисемітизм                          |        |
| Margaret Cho                      |         | США                        | 1968       | –    | 3 хвиля |                                                    | |        |
| Ненсі Чодороу                     |         | США                        | 1944       | –    |         |                                                    | |        |
| D. A. Clarke                      |         | США                        | 20 ст.     | –    |         | Радикальний фемінізм                               | Анти-порнографічна феміністка |        |
| Mary Clark-Glass                  |         | Велика Британія            | 20 ст.     | –    |         |                                                    | |        |
| Гілларі Клінтон                   |         | США                        | 1947       | –    |         |                                                    | |        |
| Курт Кобейн                       |         | США                        | 1967       | 1994 |         |                                                    | Профеміністський музикант |        |
| Carol Cohn                        |         | США                        | 20 ст.     | –    |         |                                                    | Гендер та збройний конфлікт |        |
| Susan G. Cole                     |         | Канада                     | 1952       | –    |         |                                                    | Анти-порнографічна феміністка |        |
| Патрісія Гілл Коллінз             |         | США                        | 1948       | –    | 3 хвиля | Чорний фемінізм                                    | |        |
| Sandra Coney                      |         | Нова Зеландія              | 1944       | –    | 2 хвиля |                                                    | |        |
| Noreen Connell                    |         | США                        | 1947       | –    |         | Радикальний фемінізм                               | |        |
| Rosalind Coward                   |         | Велика Британія            | 1952       | –    |         |                                                    | |        |
| Laverne Cox                       |         | США                        | 1972       | –    |         |                                                    | Транс-фемінізм |        |
| Bernadette Cozart                 |         | США                        | 1949       | 2009 |         | Екофемінізм                                        | |        |
| Nikki Craft                       |         | США                        | 1949       | –    |         | Радикальний фемінізм, Суфражизм                    | Анти-порнографічна феміністка; одна з основних організаторок Suffrage Hikes |        |
| Jean Curthoys                     |         | Австралія                  | 1947       | –    |         |                                                    | Дисидентка |        |
| Kimberly Dark                     |         | США                        | 1968       | –    | 3 хвиля |                                                    | |        |
| Françoise David                   |         | Канада                     | 1948       | –    |         |                                                    | Феміністка, політична діячка |        |
| Анджела Девіс                     |         | США                        | 1944       | –    | 2 хвиля | Чорний фемінізм                                    | Правозахисниця, член компартії США (до 1991), діячка комуністичного руху, соціолог-марксист, педагог і письменниця. |        |
| Martha Davis                      |         | США                        | 1957       | –    | 3 хвиля |                                                    | |        |
| Heather Dean                      |         | США, Канада                | 20-те ст.  | –    | 2 хвиля |                                                    | |        |
| Christine Delphy                  |         | Франція                    | 1941       | –    |         | Соціалістичний фемінізм, Матеріалістичний фемінізм | |        |
| Julie Delpy                       |         | Франція                    | 1969       | –    |         |                                                    | |        |
| Mark Dery                         |         | США                        | 1959       | –    | 3 хвиля | Кіберфемінізм                                      | |        |
| Ani DiFranco                      |         | США                        | 1970       | –    | 3 хвиля |                                                    | |        |
| Gail Dines                        |         | Велика Британія            | 1958       | –    |         |                                                    | Анти-порнографічна феміністка |        |
| Fatou Diome                       |         | Сенегал                    | 1968       | –    |         |                                                    | |        |
| Unity Dow                         |         | Ботсвана                   | 1959       | –    |         |                                                    | Суддя та письменниця; позивачка у справі про дозвіл визнавати дітей ботсванських жінок та іноземців ботсванськими |        |
| Danica Draskovic                  |         | Сербія                     | 1945       | –    |         |                                                    | політична діячка, письменниця |        |
| Donna Dresch                      |         | США                        | 20-те ст.  | –    | 3 хвиля |                                                    | Riot grrrl |        |
| Carol Ann Duffy                   |         | Велика Британія            | 1955       | –    |         |                                                    | |        |
| Stephen Durham                    |         | США                        | 1947       | –    |         | Соціалістичний фемінізм                            | |        |
| Андреа Дворкін                    |         | США                        | 1946       | 2005 | 2 хвиля | Радикальний фемінізм                               | Анти-проституційна феміністка, анти-порнографічна феміністка |        |
| Ширін Ебаді                       |         | Іран                       | 1947       | –    |         | Ісламський фемінізм                                | Активістка, адвокатка, суддя, лареатка Нобелівської премії за діяльність з захисту прав жінок, дітей і біженців (перша іранка та жінка-мусульманка, удостоєна нагороди) |        |
| Barbara Ehrenreich                |         | США                        | 1941       | –    |         | Соціалістичний фемінізм                            | |        |
| Gunilla Ekberg                    |         | Швеція                     | 20-те ст.  | –    |         |                                                    | Анти-проституційна феміністка |        |
| Beth Elliott                      |         | США                        | 1950       | –    | 2 хвиля |                                                    | Транс-феміністка, фольк-співачка, активістка та письменниця |        |
| Engy Ghozlan                      |         | Єгипет                     | 1985       | –    |         |                                                    | Координаторка кампаній проти сексуальних домагань у Єгипті |        |
| Susan Faludi                      |         | США                        | 1959       | –    | 2 хвиля |                                                    | |        |
| Fadia Faqir                       |         | Велика Британія, Йордан    | 1956       | –    |         |                                                    | |        |
| Melissa Farley                    |         | США                        | 1942       | –    | 2 хвиля | Радикальний фемінізм                               | Анти-порнографічна феміністка |        |
| Johanna Fateman                   |         | США                        | 1974       | –    | 3 хвиля |                                                    | |        |
| Kathy Ferguson                    |         | США                        | 1950       | –    |         | Індивідуалістський фемінізм                        | |        |
| Шуламіт Фаєрстоун                 |         | Канада                     | 1945       | 2012 | 2 хвиля | Радикальний фемінізм                               | Redstockings; New York Radical Feminists; New York Radical Women |        |
| Mary Flanagan                     |         | США                        | 20-те ст.  | –    | 3 хвиля | Кіберфемінізм                                      | |        |
| Jo Freeman, Joreen                |         | США                        | 1945       | –    | 2 хвиля |                                                    | |        |
| Juliette Fretté                   |         | США                        | 1983       | –    |         |                                                    | Секс-позитивна феміністка |        |
| Marilyn Frye                      |         | США                        | 1941       | –    |         |                                                    | |        |
| Lindsey German                    |         | Велика Британія            | 1951       | –    |         |                                                    | |        |
| Tavi Gevinson                     |         | США                        | 1996       | –    | 3 хвиля |                                                    | |        |
| Lois Marie Gibbs                  |         | США                        | 1951       | –    |         | Екофемінізм                                        | |        |
| Stan Goff                         |         | США                        | 1951       | –    |         | Соціалістичний фемінізм                            | |        |
| Lucy Goodison                     |         | Велика Британія            | c. 1940-ті | –    |         |                                                    | |        |
| Heide Göttner-Abendroth           |         | Німеччина                  | 1941       | –    | 2 хвиля |                                                    | |        |
| Жермен Грір                       |         | Велика Британія            | 1939       | –    |         | Анархофемінізм                                     | Визначна феміністка кінця XX ст. Письменниця («Жінка-євнух» (1970), «Секс і доля: політика народжуваності», «Зміни: жінка, старіння і менопауза», «Дружина Шекспіра», «Уся жінка»), дослідниця англійської літератури, журналістка. |        |
| Susan Griffin                     |         | США                        | 1943       | –    |         | Екофемінізм                                        | Анти-порнографічна феміністка |        |
| Miss Major Griffin-Gracy          |         | США                        | 1940       | –    |         |                                                    | Транс-феміністка |        |
| Emily Haines                      |         | Канада                     | 1974       | –    | 3 хвиля |                                                    | |        |
| Daphne Hampson                    |         | Велика Британія            | 1944       | –    |         |                                                    | |        |
| Carol Hanisch                     |         | США                        | 20 ст.     | –    | 2 хвиля | Радикальний фемінізм                               | Redstockings; New York Radical Women |        |
| Kathleen Hanna                    |         | США                        | 1968       | –    | 3 хвиля |                                                    | Riot grrrl |        |
| Donna Haraway                     |         | США                        | 1944       | –    | 2 хвиля | Соціалістичний фемінізм                            | |        |
| Nancy Hartsock                    |         | США                        | 1943       | –    | 2 хвиля |                                                    | |        |
| Rosemary Hennessy                 |         | США                        | 1950       | –    |         | Матеріалістичний фемінізм                          | |        |
| Shere Hite                        |         | Німеччина                  | 1942       | –    |         |                                                    | |        |
| Sarah Hoagland                    |         | США                        | 1945       | –    |         |                                                    | Анти-порнографічна феміністка |        |
| Risa Hontiveros-Baraquel          |         | Філіппіни                  | 1966       | –    |         |                                                    | Активістка за права жінок Філіппін |        |
| белл гукс                         |         | США                        | 1952       | –    | 3 хвиля | Чорний фемінізм, Соціалістичний фемінізм           | |        |
| Gillian Howie                     |         | Велика Британія            | 1955       | 2013 |         |                                                    | |        |
| Donna M. Hughes                   |         | США                        | 1954       | –    | 3 хвиля | Кіберфемінізм                                      | Анти-порнографічна феміністка |        |
| Holly Hunter                      |         | США                        | 1958       | –    | 3 хвиля |                                                    | |        |
| Ганна Гуцол                       |         | Україна                    | 1984       | –    |         |                                                    | FEMEN |        |
| Luzviminda Ilagan                 |         | Філіппіни                  | 20-те ст.  | –    |         | Соціалістичний фемінізм                            | |        |
| Stevi Jackson                     |         | Велика Британія            | 1951       | –    |         | Матеріалістичний фемінізм                          | |        |
| Karla Jay                         |         | США                        | 1947       | –    |         |                                                    | |        |
| Шейла Джеффріс                    |         | Австралія, Велика Британія | 1948       | –    | 2 хвиля |                                                    | науковиця, емігрантка, радикальна лесбійська антипорно- феміністка, аналізує сексуальність у ключових фемпрацях: Спінстер і її вороги (1985), Дебати про сексуальність (1987), Антиклімакс (1990), Ідея проституції (1997), Розпакування квір-політики (2003), Краса і мізогінія (2005), Промислова вагіна (2008) та Gender Hurts (2014). |        |
| Robert Jensen                     |         | США                        | 1958       | –    |         |                                                    | Антипорнографічна феміністка |        |
| Joan Jett                         |         | США                        | 1958       | –    | 3 хвиля |                                                    | |        |
| Claire Johnston                   |         | Велика Британія            | 1940       | 1987 |         |                                                    | |        |
| Miranda July                      |         | США                        | 1974       | –    | 3 хвиля |                                                    | |        |
| Mohja Kahf                        |         | Сирія                      | 1967       | –    |         | Ісламський фемінізм                                | |        |
| Sheema Kalbasi                    |         | Іран                       | 1972       | –    |         |                                                    | Письменниця та захисниця прав людини і гендерної рівності |        |
| Wendy Kaminer                     |         | США                        | 1949       | –    |         |                                                    | Анти-порнографічна феміністка |        |
| Marcelle Karp                     |         | США                        | 1962       | –    | 3 хвиля |                                                    | Секс-позитивна феміністка |        |
| Roz Kaveney                       |         | Велика Британія            | 1949       | –    |         |                                                    | Транс-феміністка, письменниця, критик, поетка |        |
| Jamie Keiles                      |         | США                        | 1992       | –    | 3 хвиля |                                                    | |        |
| Lierre Keith                      |         | США                        | 1964       | –    |         | Радикальний фемінізм                               | Анти-порнографічна феміністка |        |
| Петра Келлі                       |         | Німеччина                  | 1947       | 1992 |         | Екофемінізм                                        | |        |
| Carol Keyes                       |         | США                        | 20 ст.     | –    |         | Радикальний фемінізм                               | |        |
| Noushin Ahmadi Khorasani          |         | Іран                       | 20 ст.     | –    |         | Ісламський фемінізм                                | |        |
| Jean Kilbourne                    |         | США                        | 1943       | –    | 3 хвиля |                                                    | |        |
| Grace Ji-Sun Kim                  |         | США, Південна Корея        | 1969       | –    | 3 хвиля |                                                    | |        |
| Sirje Kingsepp                    |         | Естонія                    | 1969       | –    |         | Соціалістичний фемінізм                            | |        |
| Barbara Kingsolver                |         | США                        | 1955       | –    | 3 хвиля |                                                    | |        |
| Bonnie Sherr Klein                |         | United States              | 1941       | –    |         |                                                    | Анти-порнографічна феміністка |        |
| Наомі Кляйн (Naomi Klein)         |         | Канада                     | 1970       | –    |         | Соціалістичний фемінізм                            | |        |
| Anne Koedt                        |         | США                        | 1941       | –    | 2 хвиля | Радикальний фемінізм                               | Redstockings; New York Radical Feminists; New York Radical Women |        |
| Andrew Kooman                     |         | Канада                     | 20 ст.     | –    |         |                                                    | Антипроституційна феміністка, антипорнографічна феміністка |        |
| Peggy Kornegger                   |         | США                        | 20 ст.     | –    |         |                                                    | |        |
| Elaheh Koulaei                    |         | Іран                       | 1956       | –    |         | Ісламський фемінізм                                | |        |
| Sunitha Krishnan                  |         | Індія                      | 1972       | –    |         |                                                    | Індійська соціальні активістка, голова та засновниця Prajwala (організація допомоги жінкам, дівчатам та трансгендерним людям, що постраждали від торгівлі людьми в пошуку шелтеру, освіти та працевлаштування |        |
| Юлія Кристева                     |         | Франція, Болгарія          | 1941       | –    |         |                                                    | Пост-структуралістський філософ (семіологія), літературознавиця і літературний критик, психоаналітик, новелістка. Авторка понад 30 книг (Сили жаху, Чорне сонце: депресія та меланхолія, Час жінок, трилогії ЖІночий геній). Засновниця комітету Премії Сімони де Бовуар.                                                                 |        |
| Вайнона ЛаДюк                     |         | США                        | 1959       | –    |         | Екофемінізм                                        | |        |
| Donna Laframboise                 |         | Канада                     | 20 ст.     | –    |         |                                                    | Дисидентська феміністка |        |
| Laura Lederer                     |         | США                        | 1951       | –    |         |                                                    | Анти-порнографічна феміністка |        |
| Paris Lees                        |         | Велика Британія            | 20 ст.     | –    |         |                                                    | Транс-феміністка, журналістка, активістка за права трансгендерних людей |        |
| Dorchen Leidholdt                 |         | США                        | 20-те ст.  | –    |         |                                                    | Анти-порнографічна феміністка |        |
| John Lennon                       |         | Велика Британія            | 1940       | 1980 |         |                                                    | |        |
| Barbara Leon                      |         | США                        | 20-те ст.  | –    | 2 хвиля |                                                    | Redstockings |        |
| Ellie Levenson                    |         | Велика Британія            | 1978       | –    |         |                                                    | |        |
| Ariel Levy                        |         | США                        | 1974       | –    | 3 хвиля |                                                    | Анти-порнографічна феміністка |        |
| Ольга Ліповська (Olga Lipovskaya) |         | Росія                      | 1954       | –    |         |                                                    | |        |
| Jacqueline Livingston             |         | США                        | 1943       | –    | 2 хвиля |                                                    | |        |
| Sara Hlupekile Longwe             |         | Замбія                     | 20 ст.     | –    |         | Радикальний фемінізм                               | |        |
| Linda Lovelace                    |         | США                        | 1949       | 2002 |         |                                                    | Анти-порнографічна феміністка |        |
| Вангарі Маатаї                    |         | Кенія                      | 1940       | 2011 |         | Екофемінізм                                        | Екоактивістка та політична діячка. У 1970-х започаткувала еко-рух «Зелений пояс», що займався і правами жінок. Перша африканська жінка-лауреатка Нобелівської премії миру. член Парламенту та помічниця Міністра Охорони Навколишнього середовища (2003—2005).                                                                            |        |
| Catharine MacKinnon               |         | США                        | 1946       | –    |         |                                                    | Анти-порнографічна феміністка |        |
| Мадонна                           |         | США                        | 1958       | –    |         |                                                    | Найуспішніша мисткиня в історії музики: поп-співачка, акторка, продюсерка, кінорежисерка, активістка благодійних та правозахисних організацій, секс-позитивна феміністка, багаторазова рекордсменка Книги Гінесса. |        |
| Patricia Mainardi                 |         | США                        | 1942       | –    | 2 хвиля | Радикальний фемінізм                               | Redstockings; New York Radical Women |        |
| Sara Maitland                     |         | Велика Британія            | 1950       | –    |         |                                                    | |        |
| Catherine Malabou                 |         | Франція                    | 1959       | –    |         |                                                    | |        |
| Irshad Manji                      |         | Канада                     | 1968       | –    |         | Ісламський фемінізм                                | |        |
| Soe Tjen Marching                 |         | Індонезія                  | 1971       | –    |         |                                                    | |        |
| Amanda Marcotte                   |         | США                        | 1977       | –    |         |                                                    | |        |
| Mirjana Marković                  |         | Сербія                     | 1942       | –    |         |                                                    | політична діячка, письменниця |        |
| Angela Mason                      |         | Велика Британія            | 1944       | –    | 2 хвиля |                                                    | |        |
| Liza Maza                         |         | Філіппіни                  | 1957       | –    |         | Соціалістичний фемінізм                            | |        |
| Susan McClary                     |         | США                        | 1946       | –    |         |                                                    | |        |
| Wendy McElroy                     |         | Канада                     | 1951       | –    |         |                                                    | |        |
| Patricia McFadden                 |         | Швейцарія                  | 1952       | –    |         | Радикальний фемінізм                               | |        |
| Jamie McIntosh                    |         | Канада                     | 20 ст.     | –    |         |                                                    | Законодавиця та активістка за права жінок |        |
| Niamh McLoughlin                  |         | США                        | 21 ст.     | –    | 3 хвиля |                                                    | |        |
| Angela McRobbie                   |         | Велика Британія            | 1951       | –    |         |                                                    | |        |
| Page Mellish                      |         | США                        | 20 ст.     | –    |         |                                                    | Анти-порнографічна феміністка |        |
| Rigoberta Menchú                  |         | Гватемала                  | 1959       | –    |         |                                                    | |        |
| Fatima Mernissi                   |         | Марокко                    | 1940       | –    |         | Ісламський фемінізм                                | |        |
| Juliet Mitchell                   |         | Велика Британія            | 1940       | –    |         | Соціалістичний фемінізм                            | |        |
| Хаяо Міядзакі                     |         | Японія                     | 1941       | –    |         | Соціалістичний фемінізм                            | |        |
| Tracey Moberly                    |         | Велика Британія            | 1964       | –    |         |                                                    | |        |
| Maxine Molyneux                   |         | Велика Британія            | 1948       | –    |         |                                                    | |        |
| Carol Moore                       |         | США                        | 20 ст.     | –    |         | Радикальний фемінізм, Індивідуалістський фемінізм  | |        |
| Honor Moore                       |         | США                        | 20 ст.     | –    |         |                                                    | |        |
| Cherríe Moraga                    |         | США                        | 1952       | –    |         |                                                    | |        |
| Caitlin Moran                     |         | Велика Британія            | 1975       | –    |         |                                                    | |        |
| Робін Морган                      |         | США                        | 1941       | –    | 2 хвиля | Радикальний фемінізм                               | З початку 1960-х — лідерка міжнародного фемруху, ключова учасниця американського. Анти-порнографічна феміністка; поетка, акторка, політичний теоретик, журналістка. Її антологію «Sisterhood Is Powerful» (1970) вважають одним з рушіїв другої хвилі фемруху у США.                                                                      |        |
| Laura Mulvey                      |         | Велика Британія            | 1941       | –    |         |                                                    | |        |
| Sally Rowena Munt                 |         | Велика Британія            | 20 ст.     | –    |         |                                                    | |        |
| Jenni Murray                      |         | Велика Британія            | 1950       | –    |         |                                                    | |        |
| Inga Muscio                       |         | США                        | 1966       | –    | 3 хвиля |                                                    | |        |
| Kathy Najimy                      |         | США                        | 1957       | –    | 3 хвиля |                                                    | |        |
| Suniti Namjoshi                   |         | Індія                      | 1941       | –    | 3 хвиля | Кіберфемінізм                                      | |        |
| Taslima Nasrin                    |         | Бенгладеш                  | 1962       | –    |         |                                                    | Феміністка Muslim origin |        |
| Benjamin Nolot                    |         | США                        | 20 ст.     | –    |         |                                                    | Анти-проституційна феміністка |        |
| Asra Nomani                       |         | Індія                      | 1965       | –    |         | Ісламський фемінізм                                | |        |
| Isa Noyola                        |         | США                        | 1978       | –    |         |                                                    | Трансфеміністка, латиноамериканська активістка за права трансгендерних людей та національна лідерка руху за права ЛГБТІК+іммігрантів |        |
| Марта Нуссбаум Martha Nussbaum    |         | США                        | 1947       | –    |         |                                                    | |        |
| Ann Oakley                        |         | Велика Британія            | 1944       | –    | 2 хвиля |                                                    | |        |
| Sandra Oh                         |         | Канада, США                | 1971       | –    | 3 хвиля |                                                    | |        |
| Lars Ohly                         |         | Швеція                     | 1957       | –    |         | Соціалістичний фемінізм                            | |        |
| Terry O'Neill                     |         | США                        | 1953       | –    |         |                                                    | |        |
| Еллен Пейдж                       |         | Канада                     | 1987       | –    | 3 хвиля |                                                    | Акторка, продюсерка. Акторка фільму «Джуно» про підліткову вагітність та сестринство. |        |
| Camille Paglia                    |         | США                        | 1947       | –    |         |                                                    | Дисидентська феміністка |        |
| Аманда Палмер (Amanda Palmer)     |         | США                        | 1976       | –    | 3 хвиля |                                                    | |        |
| Carole Pateman                    |         | Велика Британія            | 1940       | –    |         |                                                    | |        |
| Nancy Paterson (artist)           |         | США                        | 1953       | 2010 | 3 хвиля | Кіберфемінізм                                      | |        |
| Peaches                           |         | Канада                     | 1966       | –    | 3 хвиля |                                                    | |        |
| Vesna Pešić                       |         | Сербія                     | 1940       | –    |         |                                                    | Дипломатка, політична діячка |        |
| Irene Peslikis                    |         | США                        | 1943       | 2002 | 2 хвиля | Радикальний фемінізм                               | Redstockings; New York Radical Women |        |
| Liz Phair                         |         | США                        | 1967       | –    | 3 хвиля |                                                    | |        |
| Mary Pipher                       |         | США                        | 1947       | –    | 2 хвиля |                                                    | |        |
| Katha Pollitt                     |         | США                        | 1949       | –    |         |                                                    | |        |
| Гризельда Поллок                  |         | Канада                     | 1949       | –    | 2 хвиля |                                                    | Феміністична історик та аналітик мистецтва. |        |
| Soraya Post                       |         | Швеція                     | 1956       | –    |         |                                                    | |        |
| Anastasia Powell                  |         | Австралія                  | 1982       | –    | 3 хвиля |                                                    | |        |
| Manasi Pradhan                    |         | Індія                      | 1962       | –    |         |                                                    | |        |
| Sharon Presley                    |         | США                        | 1943       | –    |         | Індивідуалістський фемінізм                        | |        |
| Jerilynn Prior                    |         | Канада                     | 20 ст.     | –    |         |                                                    | |        |
| Maria Raha                        |         | США                        | 1972       | –    | 3 хвиля |                                                    | |        |
| Janice Raymond                    |         | США                        | 1943       | –    | 2 хвиля |                                                    | Анти-проституційна феміністка |        |
| Bernice Johnson Reagon            |         | США                        | 1942       | –    | 2 хвиля |                                                    | |        |
| Helen Reddy                       |         | США, Австралія             | 1941       | –    | 2 хвиля |                                                    | |        |
| Tucker Reed                       |         | США                        | 1989       | –    |         |                                                    | Студентська лідерка в Title IX та руху уваги до зґвалтувань у кампусах, засновниця національної організації Student Coalition Against Rape; авторка книг, примітних реалістичним зображенням персонажів з розладами соціального розвитку                                                                                                  |        |
| Elizabeth Anne Reid               |         | Австралія                  | 1942       | –    |         |                                                    | World's first advisor on women's affairs to a head of state (Labour Prime Minister Gough Whitlam and active on women's development for the UN; also prominent in HIV activism |        |
| Abby Rockefeller                  |         | США                        | 1943       | –    |         | Радикальний фемінізм                               | |        |
| Ninotchka Rosca                   |         | Філіппіни                  | 1946       | –    |         | Соціалістичний фемінізм                            | |        |
| Jacqueline Rose                   |         | Велика Британія            | 1949       | –    |         |                                                    | |        |
| Sheila Rowbotham                  |         | Велика Британія            | 1943       | –    | 2 хвиля |                                                    | |        |
| Gayle Rubin                       |         | США                        | 1949       | –    |         |                                                    | Секс-позитивна феміністка, квір-теоретик |        |
| Kathy Rudy                        |         | США                        | 20 ст.     | –    |         | Екофемінізм                                        | |        |
| Alzina Rufino                     |         | Бразилія                   | –          | -    |         |                                                    | Феміністка та активістка Black Movement |        |
| Шаді Садр                         |         | Іран                       | 1975       | –    |         |                                                    | Адвокатка, журналістка, лекторка. Запустила сайт Women In Iran (2002). Захищала в судах феміністок, боролася з забиванням камінням (Stop Stoning Forever), забороною відвідувати стадіони, за їжу для жінок та дітей після землетрусу в Бамі. Співавторка Crime and Impunity: Sexual Torture of Women in Islamic Republic Prisons.        |        |
| Gita Sahgal                       |         | Велика Британія, Іран      | 1956/7     | –    |         |                                                    | |        |
| Sarojini Sahoo                    |         | Індія                      | 1956       | –    |         |                                                    | |        |
| JD Samson                         |         | США                        | 1978       | –    | 2 хвиля |                                                    | |        |
| Michael Sandel                    |         | США                        | 1953       | –    |         |                                                    | |        |
| Justin Sane                       |         | США, Ірландія              | 1973       | –    |         | Соціалістичний фемінізм                            | |        |
| Thomas Sankara                    |         | Буркіна-Фасо               | 1949       | 1987 |         |                                                    | |        |
| Кеті Сарачайлд                    |         | США                        | 1943       | –    | 2 хвиля | Радикальний фемінізм                               | Redstockings; New York Radical Women |        |
| Аніта Саркісян                    |         | США, Канада                | 1984       | –    |         |                                                    | |        |
| Marjane Satrapi                   |         | Франція, Іран              | 1969       | –    |         | Ісламський фемінізм                                | |        |
| Marie-Laure Sauty de Chalon       |         | Франція                    | 1962       | –    | 3 хвиля |                                                    | |        |
| Alice Schwarzer                   |         | Німеччина                  | 1942       | –    | 2 хвиля |                                                    | Аанти-порнографічна феміністка, журналістка та видавниця журналу «Emma» |        |
| Gudrun Schyman                    |         | Швеція                     | 1948       | –    | 3 хвиля |                                                    | |        |
| Lynne Segal                       |         | Австралія                  | 1944       | –    | 2 хвиля | Соціалістичний фемінізм                            | |        |
| Julia Serano                      |         | США                        | 1967       | –    |         |                                                    | Транс-феміністка |        |
| Shamima Shaikh                    |         | Південна Африка            | 1960       | 1998 |         |                                                    | Активістка, учасниця Muslim Youth Movement of South Africa, захисниця гендерної рівності в ісламі |        |
| Shahla Sherkat                    |         | Іран                       | 1956       | –    |         | Ісламський фемінізм                                | Журналістка |        |
| Вандана Шива                      |         | Індія                      | 1952       | –    |         | Екофемінізм                                        | Антиглобалістська природозахисниця, філософ, альтерглобалістка; відстоює неруйнівне природокористування, що спирається на традиційні практики та веди |        |
| Elaine Showalter                  |         | США                        | 1941       | –    |         |                                                    | |        |
| Agnes de Silva                    |         | Шрі-Ланка                  | 20 ст.     | –    |         |                                                    | |        |
| Ann Simonton                      |         | США                        | 1952       | –    | 2 хвиля | Радикальний фемінізм                               | Анти-порнографічна феміністка |        |
| Carol Smart                       |         | Велика Британія            | 1948       | –    |         |                                                    | |        |
| Barbara Smith                     |         | США                        | 1946       | –    |         |                                                    | |        |
| Joan Smith                        |         | Велика Британія            | 1953       | –    | 3 хвиля |                                                    | |        |
| Valerie Smith                     |         | Канада                     | 1956       | –    |         |                                                    | Анти-порнографічна феміністка |        |
| Kate Smurthwaite                  |         | Велика Британія            | 1975       | –    |         |                                                    | |        |
| Cornelia Sollfrank                |         | Німеччина                  | 1960       | –    | 3 хвиля | Кіберфемінізм                                      | |        |
| Patricia Soltysik                 |         | США                        | 1950       | 1974 |         | Радикальний фемінізм                               | |        |
| Christina Hoff Sommers            |         | США                        | 1950       | –    |         |                                                    | Дисидентка |        |
| Kate Soper                        |         | Велика Британія            | 1943       | –    |         |                                                    | |        |
| Donita Sparks                     |         | США                        | 1963       | –    | 3 хвиля |                                                    | Riot grrrl |        |
| Dale Spender                      |         | Австралія                  | 1943       | –    | 2 хвиля |                                                    | |        |
| Charlene Spretnak                 |         | США                        | 1946       | –    |         | Екофемінізм                                        | |        |
| Annie Sprinkle                    |         | США                        | 1954       | –    | 3 хвиля |                                                    | Секс-позитивна феміністка |        |
| Starhawk                          |         | США                        | 1951       | –    |         | Екофемінізм                                        | |        |
| Patrick Stewart                   |         | Велика Британія            | 1940       | –    |         | Соціалістичний фемінізм                            | |        |
| Debbie Stoller                    |         | США                        | 20 ст.     | –    | 3 хвиля |                                                    | Секс-позитивна феміністка |        |
| John Stoltenberg                  |         | США                        | 1945       | –    | 2 хвиля | Радикальний фемінізм                               | Антипорнографічний фемінізм |        |
| Nadine Strossen                   |         | США                        | 1950       | –    | 3 хвиля |                                                    | |        |
| Lucy Suchman                      |         | Велика Британія            | 20-те ст.  | –    | 3 хвиля | Кіберфемінізм                                      | |        |
| Anne Summers                      |         | Австралія                  | 1945       | –    |         |                                                    | Активістка прав жінок, жіноча адвокатка в Labour Prime Minister Paul Keating, редакторка журналу Ms. |        |
| Karlina Leksono Supelli           |         | Індонезія                  | 1958       | –    |         |                                                    | |        |
| Helen Sworn                       |         | Велика Британія            | 20-те ст.  | –    |         |                                                    | Анти-проституційна феміністка |        |
| Kazimiera Szczuka                 |         | Польща                     | 1966       | –    |         |                                                    | |        |
| Lili Taylor                       |         | США                        | 1967       | –    | 3 хвиля |                                                    | |        |
| J. Ann Tickner                    |         | США                        | 1937       | –    |         |                                                    | |        |
| Roya Toloui                       |         | Іран                       | 1966       | –    |         |                                                    | Активістка за права жінок |        |
| Corin Tucker                      |         | США                        | 1972       | –    | 3 хвиля |                                                    | |        |
| Robin Tunney                      |         | США                        | 1972       | –    | 3 хвиля |                                                    | |        |
| Urvashi Vaid                      |         | США, Індія                 | 1958       | –    |         |                                                    | |        |
| Tobi Vail                         |         | США                        | 1969       | –    | 3 хвиля |                                                    | Riot grrrl |        |
| Джессіка Валенті Jessica Valenti  |         | США                        | 1978       | –    | 3 хвиля |                                                    | |        |
| Norah Vincent                     |         | США                        | 1968       | –    |         |                                                    | Дисидентська феміністка |        |
| Kajsa Wahlberg                    |         | Швеція                     | 20 ст.     | –    |         |                                                    | Анти-проституційна феміністка, шведська національна доповідачка протидії торгівлі людьми |        |
| Hilary Wainwright                 |         | Велика Британія            | 1949       | –    | 2 хвиля | Соціалістичний фемінізм                            | |        |
| Еліс Вокер                        |         | США                        | 1944       | –    |         | Радикальний фемінізм, Чорний фемінізм              | |        |
| Rebecca Walker                    |         | США                        | 1969       | –    | 3 хвиля |                                                    | |        |
| Michele Wallace                   |         | США                        | 1952       | –    | 2 хвиля |                                                    | |        |
| Natasha Walter                    |         | Велика Британія            | 1967       | –    | 3 хвиля |                                                    | |        |
| Peng Wan-ru                       |         | Тайвань                    | 1949       | 1996 |         |                                                    | |        |
| Warcry                            |         | США                        | 20 ст.     | –    |         | Радикальний фемінізм                               | |        |
| Джосс Відон                       |         | США                        | 1964       | –    |         | Радикальний фемінізм                               | Баффі — переможниця вампірів |        |
| Faith Wilding                     |         | США, Парагвай              | 1943       | –    | 3 хвиля | Кіберфемінізм                                      | |        |
| Ellen Willis                      |         | США                        | 1941       | 2006 | 2 хвиля | Радикальний фемінізм                               | Секс-позитивна феміністка; Redstockings; New York Radical Women |        |
| Kaia Wilson                       |         | США                        | 20 ст.     | –    | 3 хвиля |                                                    | |        |
| Опра Вінфрі                       |         | США                        | 1954       | –    | 2 хвиля |                                                    | Телеперсона, письменниця, висвітлювачка сексуального насильства та інцесту |        |
| Valerie Wise                      |         | Велика Британія            | 1955       | –    |         |                                                    | |        |
| Наомі Вулф (Naomi Wolf)           |         | США                        | 1962       | –    | 3 хвиля |                                                    | Дисидентська феміністка |        |
| Allison Wolfe                     |         | США                        | 1969       | –    | 3 хвиля |                                                    | |        |
| Alice Wolfson                     |         | США                        | 20 ст.     | –    |         |                                                    | |        |
| Elizabeth Wurtzel                 |         | США                        | 1967       | –    |         |                                                    | |        |
| Cathy Young                       |         | США, Росія                 | 1963       | –    |         |                                                    | |        |
| Сташа Зайович                     |         | Сербія                     | 1953       | –    |         |                                                    | Співзасновниця та координаторка Women in Black | [ 63 ] |
| Sande Zeig                        |         | США                        | 20 ст.     | –    |         |                                                    | | [ 64 ] |
| Julie Zeilinger                   |         | США                        | 1993       | –    | 3 хвиля |                                                    | | [ 65 ] |
| Misako Enoki                      |         | Японія                     | 1945       | –    | 2 хвиля |                                                    | | [ 66 ] |
| Virginia Vargas                   |         | Перу                       | 1945       | –    |         |                                                    | | [ 67 ] |
| John Green                        |         | США                        | 1977       | -    |         |                                                    | | [ 68 ] |
| John Scalzi                       |         | США                        | 1969       | -    |         |                                                    | | [ 69 ] |
| Джина Девіс                       |         | США                        | 1956       | -    |         |                                                    | Geena Davis Institute on Gender in Media [Архівовано 30 травня 2018 у Wayback Machine.] | [ 70 ] |
| Chandra Talpade Mohanty           |         | Індія                      | 1955       | -    |         |                                                    | Теоретикиня постколоніального та транснаціонального фемінізму |        |
| Kirthi Jayakumar                  |         | Індія                      | 1987       | -    |         |                                                    | Інтерсекційна феміністка | [ 71 ] |
| Емма Вотсон                       |         | Англія                     | 1990       | -    | 4 хвиля |                                                    | Амбасадорка доброї волі ООН-Жінки, засновниця кампанії HeForShe | [ 72 ] |
| Nida Mahmoed                      |         | Пакистан                   | 1990       | -    |         |                                                    | Перша англійська поетка, що проживає в Пакистані |        |
| Малала Юсафзай                    |         | Пакистан                   | 1997       | -    |         |                                                    | Феміністська блогерка, письменниця, публічна лекторка, активістка за право ісламських жінок та дівчат на освіту, наймолодша лауреатка Нобелівської премії, авторка книги «Я — Малала». | [ 73 ] |